# Тутаев
Тута́ев (до 1918 года — Рома́нов-Борисогле́бск, до 1822 года — города Рома́нов и Борисогле́бск) — город областного подчинения в России, административный центр Тутаевского района Ярославской области. Является городом областного значения, при этом в рамках Тутаевского муниципального района образует муниципальное образование Тутаев со статусом городского поселения как единственный населённый пункт в составе последнего.
Город входит в перечень исторических поселений России.
Население — 39 643 чел. (2021).
Глава городского поселения — Сергей Ершов.

## География
Город расположен на обоих берегах реки Волги. Он возник в результате объединения двух самостоятельных городов — Романова и Борисоглебска, располагавшихся на противоположных берегах Волги и имевших собственные административное и хозяйственное устройство; в память об этом левобережная часть носит название Романовской стороны, а правобережная — Борисоглебской.

## Палеонтология
В отложениях раннего триасового периода в районе Тутаева найдены ископаемые остатки темноспондильных амфибий. Окаменелости Thoosuchus yakovlevi и Benthosuchus korobkovi обнаружены в верхней части рыбинского горизонта нижнеоленёкского подъяруса.

## История

### Город Романов
Первое упоминание города Романов присутствует во 2-й половине XIII века и связано с впоследствии канонизированным в лике благоверных углицким князем Романом Владимировичем, с именем которого связывают название города. В ходе одного из набегов орды, а также неоднократных нападений новгородских ушкуйников деревянный городок неоднократно полностью разрушался. Основным средством защиты служил тын, периодически обновлявшийся силами горожан.
Позднее территория, на которой располагалось поселение, входила в состав Ярославского княжества. В 1345 году, когда умер ярославский князь Василий Давыдович Грозные Очи, его сын Роман Васильевич отстроил город заново и сделал центром самостоятельного Романовского княжества. Согласно Супоневской летописи, князь Роман напротив Борисоглебской стороны построил деревянную Соборную церковь в честь Воздвиженья Креста. Вскоре вокруг крепости вырос посад, также обнесённый тыном.
В XV веке княжество вошло в состав Великого княжества Московского. Укрепления Романова пострадали в междоусобной войне междоусобной войне 1425—1453 годов. В 1468 году великая княгиня Мария Ярославна, личным владением которой тогда являлся город, построила новый Романовский кремль: появились валы высотой до 15 метров, ров, подъёмный мост, башни (по разным данным, 7—8 штук). Фортификационные сооружения просуществовали до 1622 года, когда они сгорели во время пожара. В 1472 году княгиня передала город во владение своего сына, углицкого князя Андрея Большого; после его ареста в 1491 году Романов окончательно вошёл в состав владений московского князя. Около 1468 года город посетил Афанасий Никитин.
Город Романов на двести лет был полностью отдан во владение ногайским мурзам. По мнению И. Я. Гурлянда, профессора Ярославского Демидовского лицея, «…заселение исконной русской местности татарскими выходцами — это своеобразный исторический каприз, поведший к господству татар не только в Романовском, но и в соседнем Ярославском уездах…»
В 1563 году по воле Ивана Грозного состоялось массовое переселение ногайцев и татар на ярославскую землю. За подданство и верную службу московскому царю, Романов со многими соседними сёлами, деревнями и пустошами был отдан в кормление четырём знатным ногайским мурзам — Ибрагиму и Илю Юсуповым, а также Алей и Айдару Кутумовым, с отрядом в 700 лучников. Татарский отряд участвовал в Ливонской войне, где многие из них сложили головы на полях сражений. В жалованной грамоте царя Фёдора Ивановича 1584 года, подтверждающей владельческие права трёх знатных мурз — Иля Юсупова и его двоюродных братьев Айдара, и Алей Кутумовых на город Романов с предместьями, под властью мурз числилось уже 225 татар-казаков. В дозорной книге 1593—1594 годов в окрестностях Романова упоминается татарская слобода, состоящая из 3-х дворов мурз и 98 дворов служилых татар-казаков, общим числом 142 человека муж. пола.
В Смутное время мурзы Иль, Алей, Айдар со своими сыновьями и отрядом из 213 человек, служили в передовом полку войска Бориса Годунова в его походе против самозванца в 1604 году, а в следующем году участвовали в сражении при Добрыничах под руководством воеводы Ф. И. Мстиславского. Осенью 1608 года в Романов прибыли поляки с тушинскими людьми, грабили и приводили население к присяге — ряд местных дворян и детей боярских перешли на службу второму самозванцу. Романовские мурзы, как и многие воеводы в других городах периода двоевластия, также подчинились новой власти. В марте 1609 года воевода Никита Вышеславцев разбил «тушинцев» и занял город Романов. В ходе боёв возникли пожары, горели деревянные постройки. Выйдя из Романова 16 марта 1609 года ополчение Никиты Вышеславцева разбило поляков и 8 апреля освободило Ярославль. Иль мурза ушёл в Ростов, где стояли поляки, после его смерти в 1611 году все права на романовские угодья перешли к его сыну — мурзе Суюшу. На тот момент, кроме самого городка Романова, им принадлежал ряд сёл Городского и Васильевского стана Романовского уезда: сельцо Богородское, Понгилово, Никольское, Пшеничище, Чирково, с починками (места под пашню) и пустошами (места для выгула скота).
В 1611 году дружины Фёдора Козловского и Василия Пронского «со своими людьми да мурзы с татарами» в составе русского ополчения осаждали Москву, в следующем году вместе с ополчением Минина и Пожарского участвовали в освобождении столицы. Со смертью мурзы Суюша в 1656 году правление ногайских биев в Романове закончилось, однако численность мусульманского населения к концу XVII века увеличилось. Государство проводило политику христианизации татар. Указом от 13 декабря 1760 года романовские татары, отказавшиеся принять православие, были переселены в слободу около Костромы (костромские татары). За время пребывания татарских мурз Романов приобрёл мусульманский вид, на окраине города было построено несколько мечетей, но после переселения стойких в вере татар в окрестности Костромы все мечети в Романове были разобраны. С переселением татар связывают развитие здесь овцеводства, давшего известную породу романовская овца.
В городе развивалось корабельное дело, строились суда — «романовки», которые отличались быстроходностью и манёвренностью. Процветала торговля.
В ходе петровской губернской реформы в 1708 году город Романов вошёл в состав Ингерманландской губернии, по табели 1719 года значился в Пошехонской провинции С.-Петербургской губернии, в 1727 г. — в Ярославской провинции Московской губернии, в 1777 г. назначен уездным городом Ярославского наместничества (впоследствии губернии).
Во времена Отечественной войны 1812 года романовские стрельцы в составе ярославского ополчения участвовали в отражении экспансии войск Наполеона под руководством ген-майора Я. И. Дедюлина — представителя старейшего романовского дворянского рода.
В XVII—XVIII веках в городе был построен ряд выдающихся храмов. Помимо них купцы строили каменные жилые дома. До наших дней сохранился целый ряд памятных мест и достопримечательностей, в том числе 25-метровая пожарная коланча 1912 года постройки.
Храмы Романовской стороны:
- В 1658 году в Романове на месте деревянного храма строится каменный Крестовоздвиженский собор. Собор построен ярославскими мастерами-камнерезами и расписан ярославскими, и костромскими живописцами.
- Церковь Всемилостивого Спаса (Спасская) — каменная, построена в 1703—1704 годах вместо деревянной церкви XVII века. Снесена в 1936 году.[27]
- Церковь Воскресения Христова (Воскресенская), каменный храм XVIII века был построен на месте деревянной церкви XVII века. В советское время разобрана на кирпич.[28]
- Церковь Покрова Пресвятой Богородицы (Покровская) перестроена в камне в начале XVIII века. Основана в составе Новопокровского мужского монастыря, упраздненного в 1771 году.[29] В 1961—1989 годах — единственная действующая церковь Тутаева.
- Спасо-Архангельская церковь строилась в 1746—1770 годах. Также именовалась Михаило-Архангельской.
- В 1758 году тщанием прихожан построена каменая Казанско-Преображенская церковь на месте деревянных Казанской и Преображенской церквей, и небольшого Казанского монастыря, упраздненного в сер. XVIII века.
- Троицкая церковь построенная в 1783 году. Закрыта в 1936 году, в советское время использовалась как склад, что привело к утрате фресок. Отреставрирована в 1990-е-2000-е.
- Вознесенская (Леонтьевская) церковь построена в 1795 году, перестраивалась в 1815—1880 годах. Колокольня пристроена в 1810.
- Церковь Тихона, епископа Амафунтского — построена в 1914 году, закрыта в 1936, в советское время была занята городским архивом.

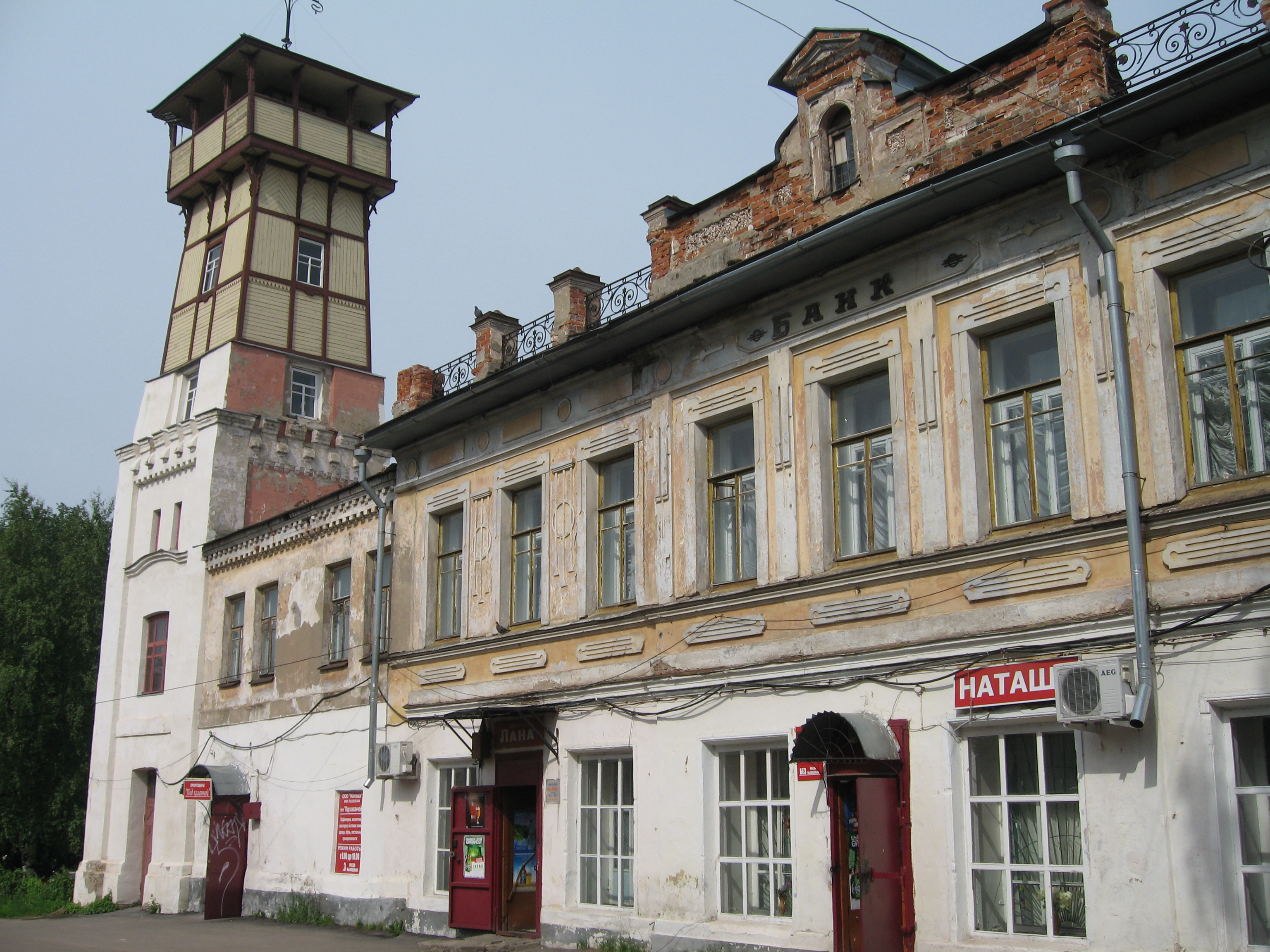
Пожарная каланча
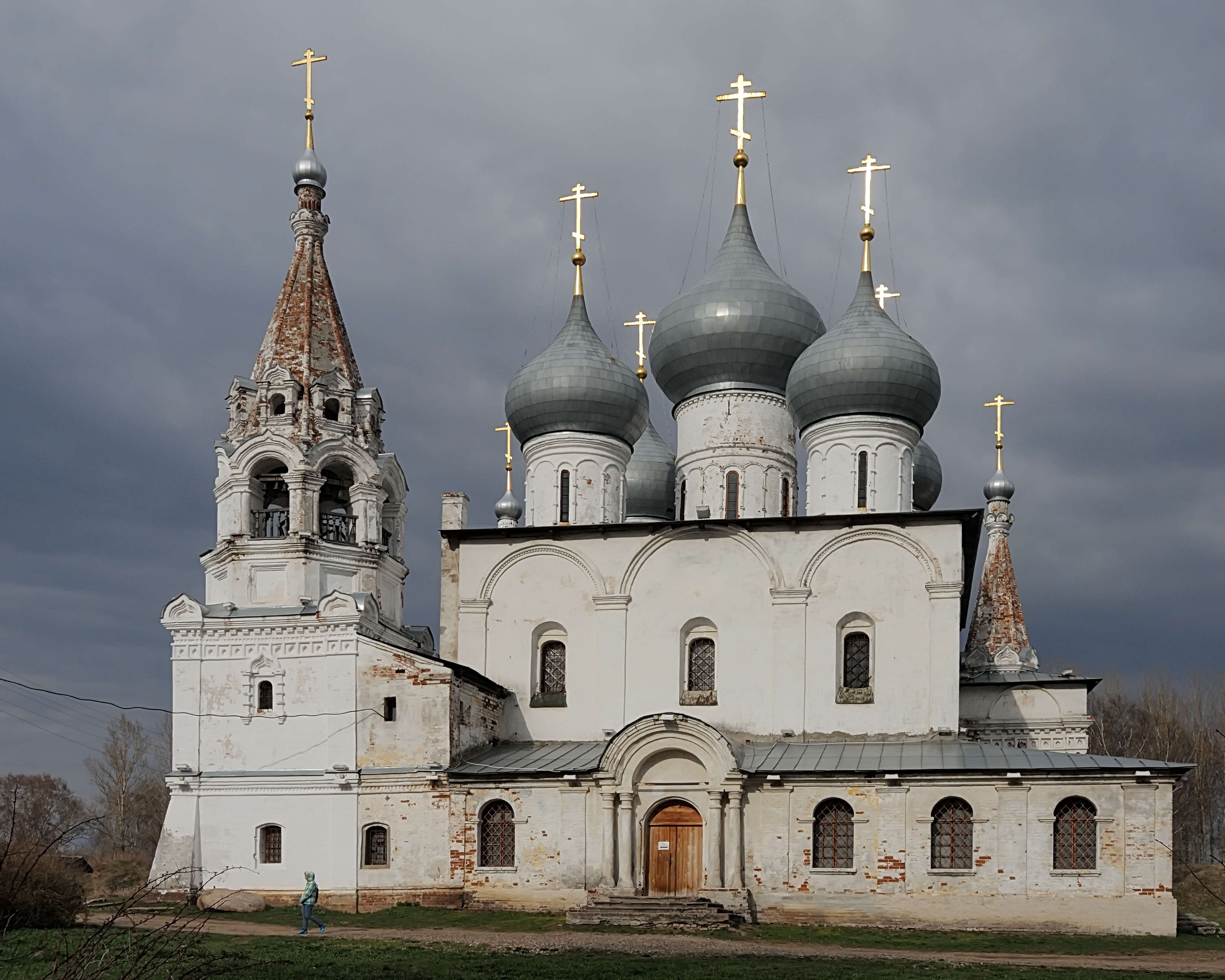
Крестовоздвиженский собор
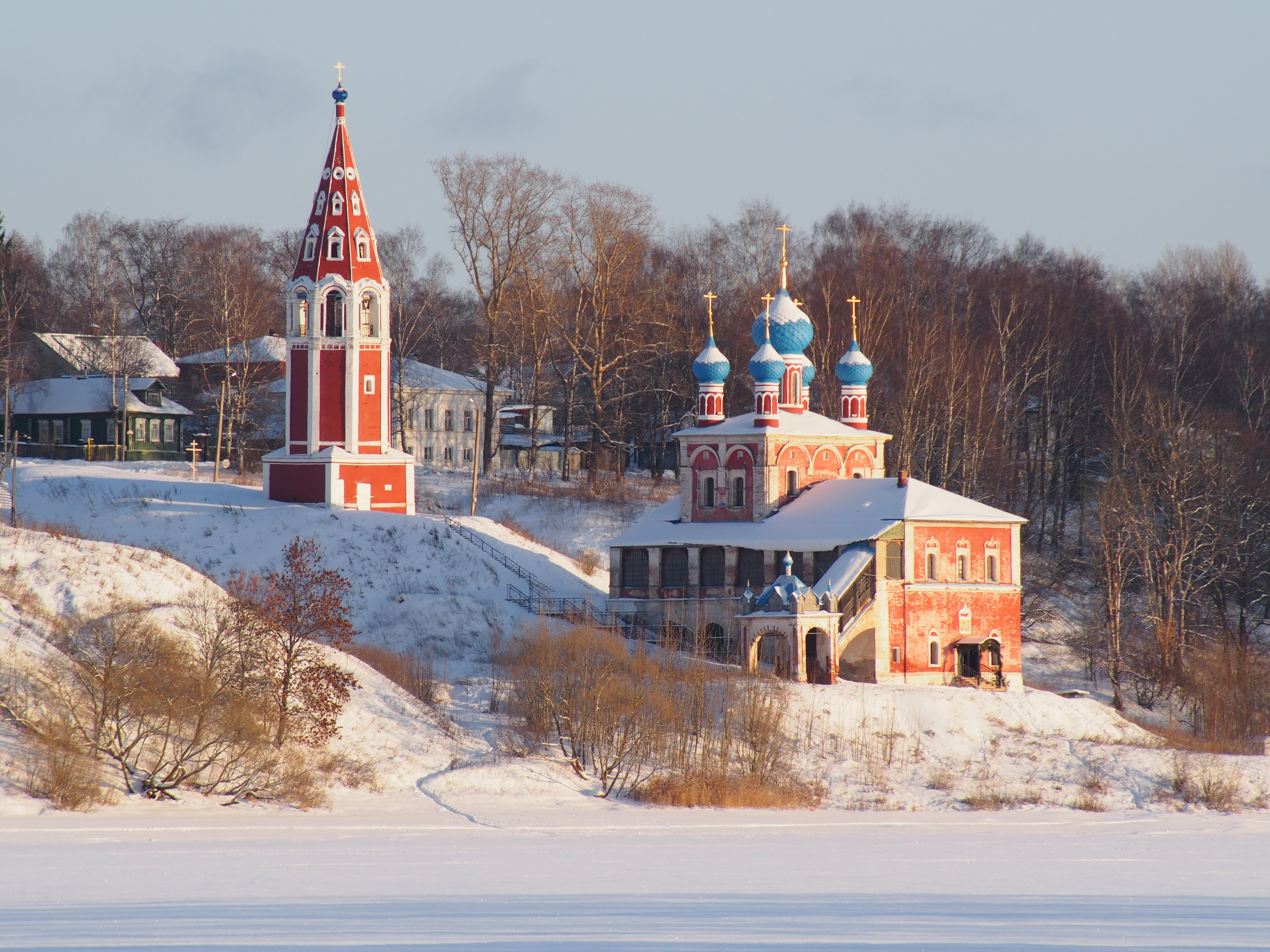
Казанско-Преображенская церковь
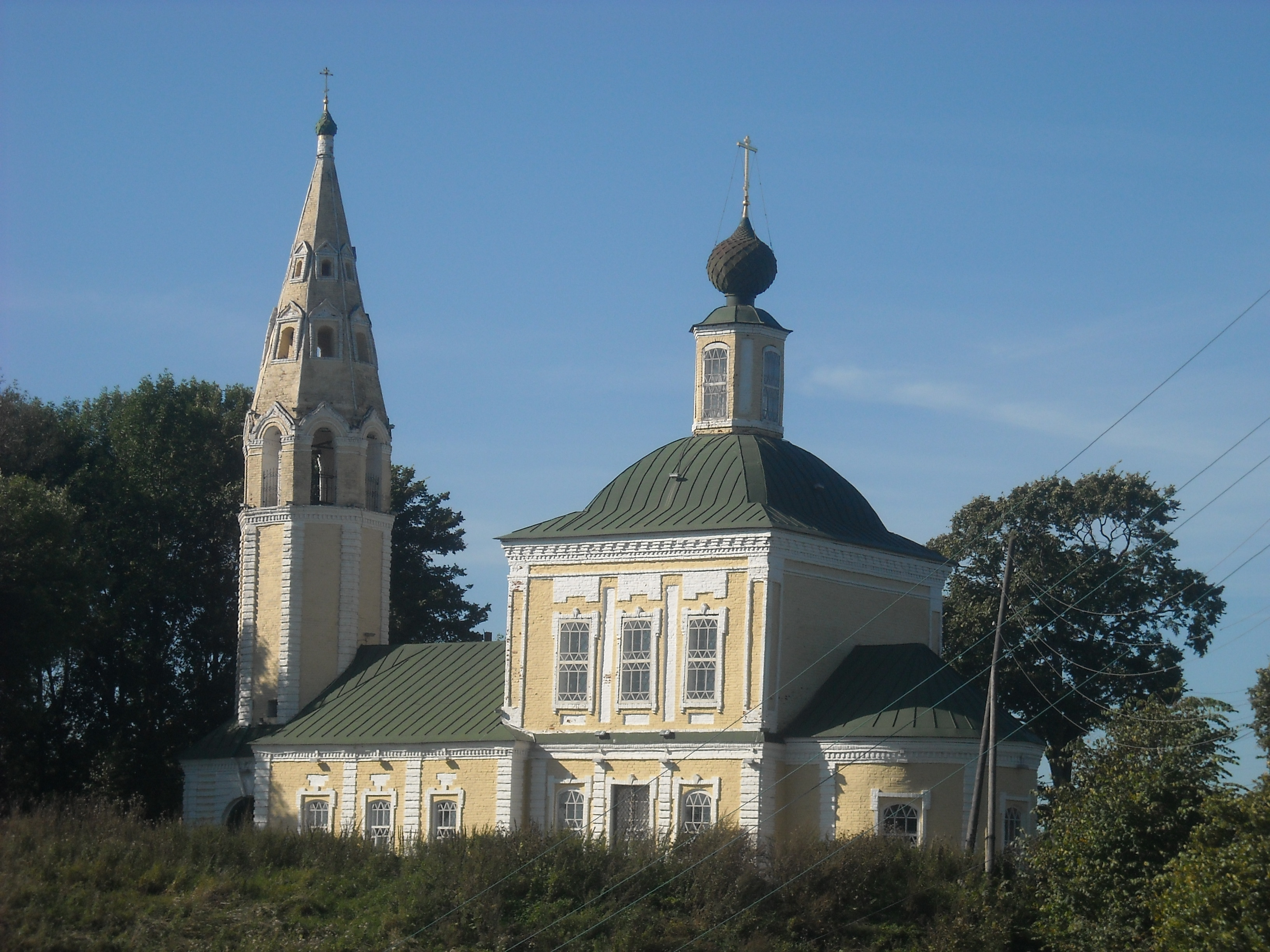
Троицкая церковь

### Город Борисоглебск
Первые упоминания о поселениях на Борисоглебской стороне были ещё до постройки Романова, название происходит, вероятно, от существовавшей здесь в давние времена деревянной церкви Бориса и Глеба.
Последние исследования показали, что в 1238 году Ярославль подвергся монгольскому нападению. Об этом свидетельствуют, в том числе Лаврентьевская летопись и последние исследования археологов. Часть ярославцев, сбегая от нашествия, поселилась в Борисоглебске. А уже после князь Углицкий Роман Владимирович, приехав в будущий Борисоглебск, увидел на другом берегу место, идеальное для создания укреплённого поселения, а первыми строителями Романова были борисоглебцы и осевшие беженцы из Ярославля.
К XV веку на правом берегу Волги, напротив города Романова, Борисоглебское поселение разрослось до Борисоглебской рыбацкой слободы, которая носила имя первых русских святых, мучеников-страстотерпцев князей Бориса и Глеба. В XVI веке она была приписана к московскому дворцовому приказу.
Во время Смутного времени слобода была, как и Романов, разграблена и сожжена. Вскоре жизнь возродилась; жившие в слободе рыбаки доставляли рыбу к царскому столу.
С 1719 года, в правление Петра I, Борисоглебская слобода в составе Ярославская провинция обширной Санкт-Петербургской губернии. С 1727 года Ярославская провинция была передана в состав Московской губернии. В 1767 году при формировании по указу Екатерины II Уложенной комиссии купечество Борисоглебской слободы выбрало депутатом купца, покинувшего её и жившего в Выборге.
В 1777 году, в ходе административной реформы Екатерины II, Борисоглебская слобода была преобразована в город Борисоглебск. При этом она была административно объединена с соседними Ямской слободой и селом Ново-Благовещенье. Новый город стал, как и Романов, уездным центром, был образован Борисоглебский уезд Ярославского наместничества, а с 1797 года — Ярославской губернии. В конце XVIII века Романов и Борисоглебск, как и многие русские города, получают регулярные планы, но в связи со сложностью рельефа эти планы оказали на развитие обоих городов незначительное влияние.
Храмы на Борисоглебской стороне:
- В 1652 году вместо деревянной церкви Бориса и Глеба в Борисоглебской слободе строится первый каменный шатровый храм во имя Смоленской иконы Божьей матери на месте деревянного мужского монастыря; построен он, впрочем, был плохо и уже в 1670 году стал непригоден. В 1678 году на его основе ярославские мастера построили самый известный храм города — Воскресенский собор, который около 1680 года был расписан ярославскими художниками.
- В 1660 году московскими каменщиками в южной части Борисоглебской слободы вместо деревянного храма была построена каменная Благовещенская церковь. В 1735 году перестраивалась, в архитектурном плане представляла собой пятиглавый четверик с ярусной шатровой колокольней. В советское время сломаны купола, а колокольня разобрана на кирпич.
- В 2002—2017 годах по проекту архитектора В. Н. Ижикова возведён храм Вениамина, епископа Романовского.

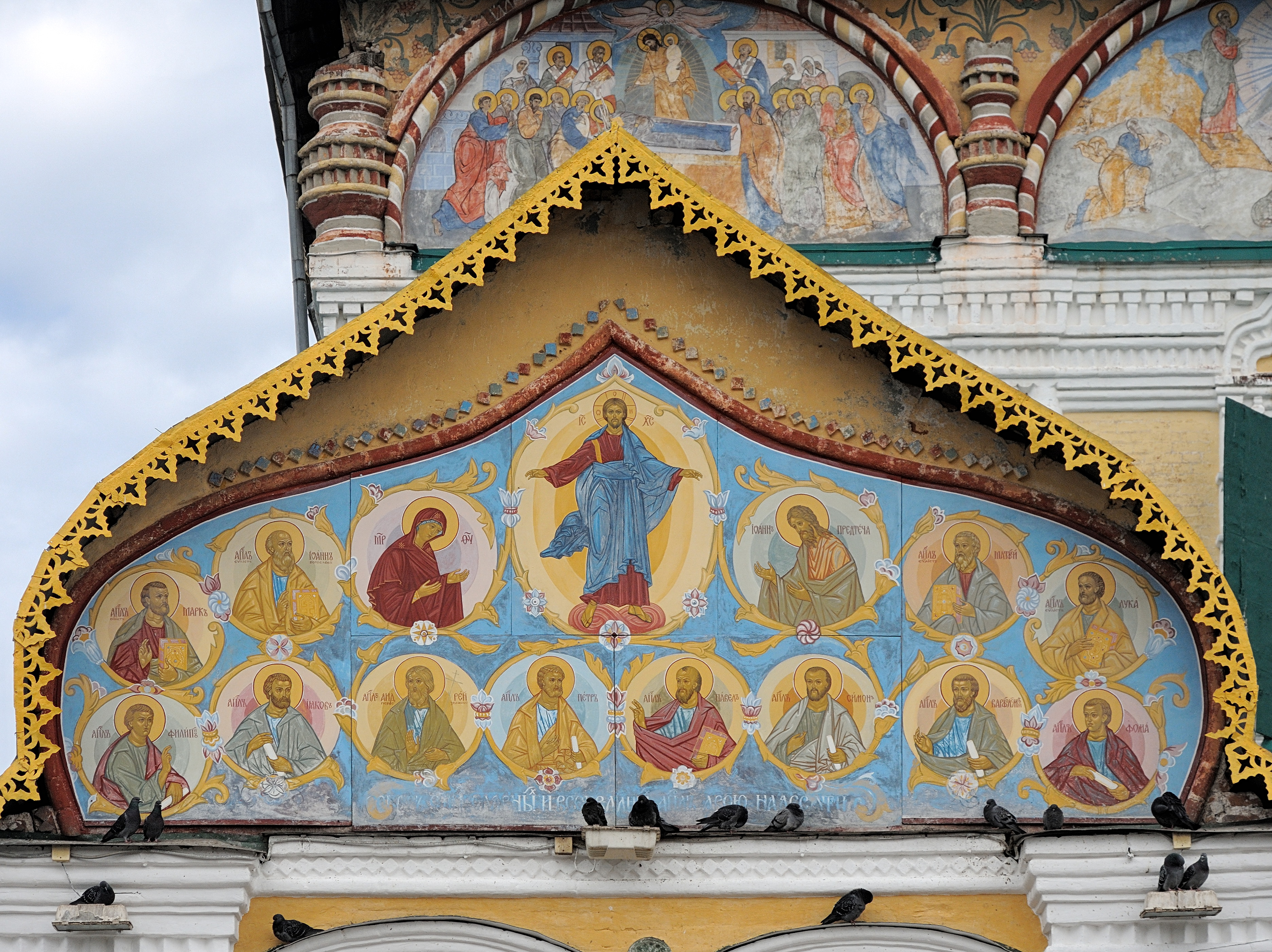
Декор фасада Воскресенского собора
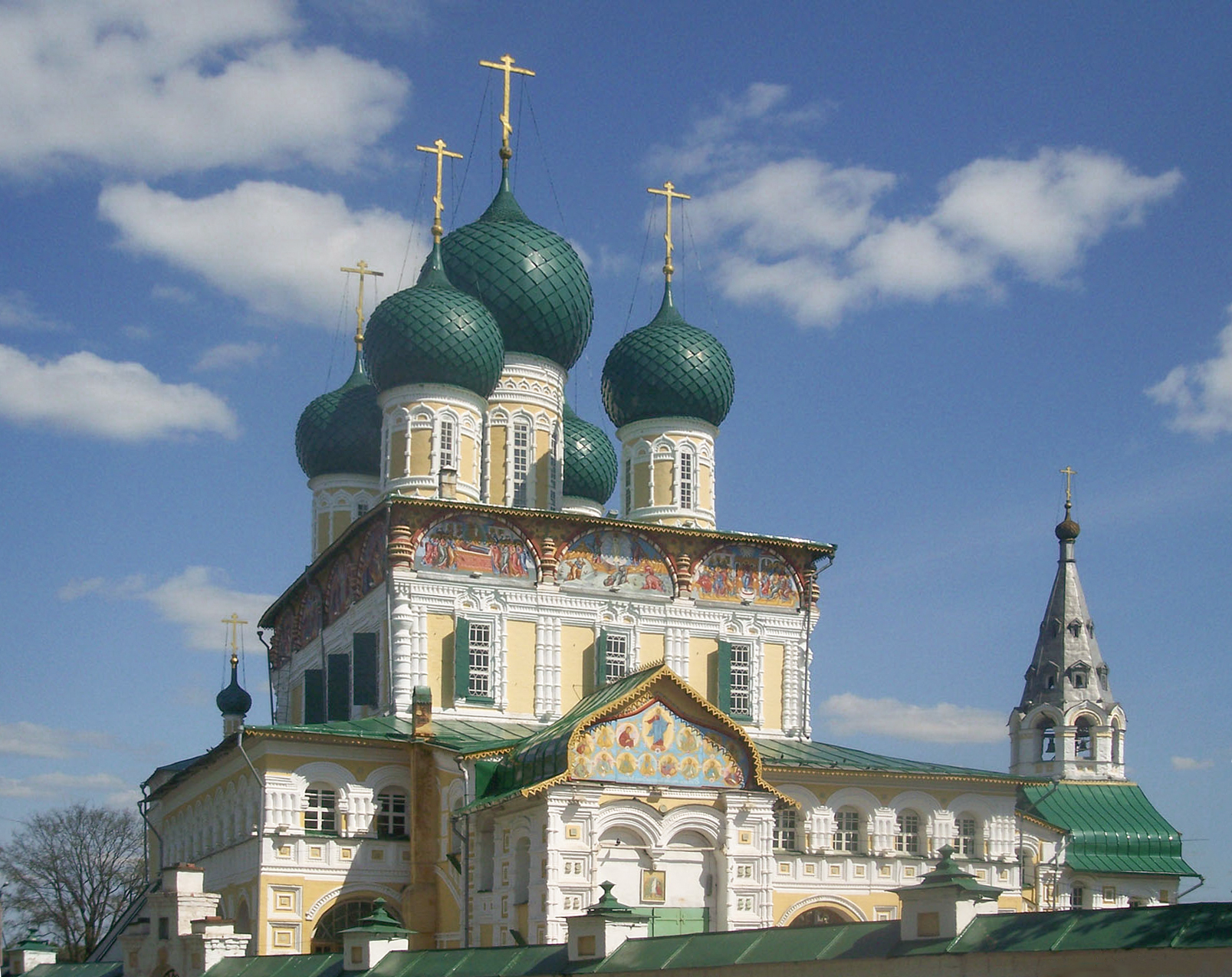
Воскресенский собор
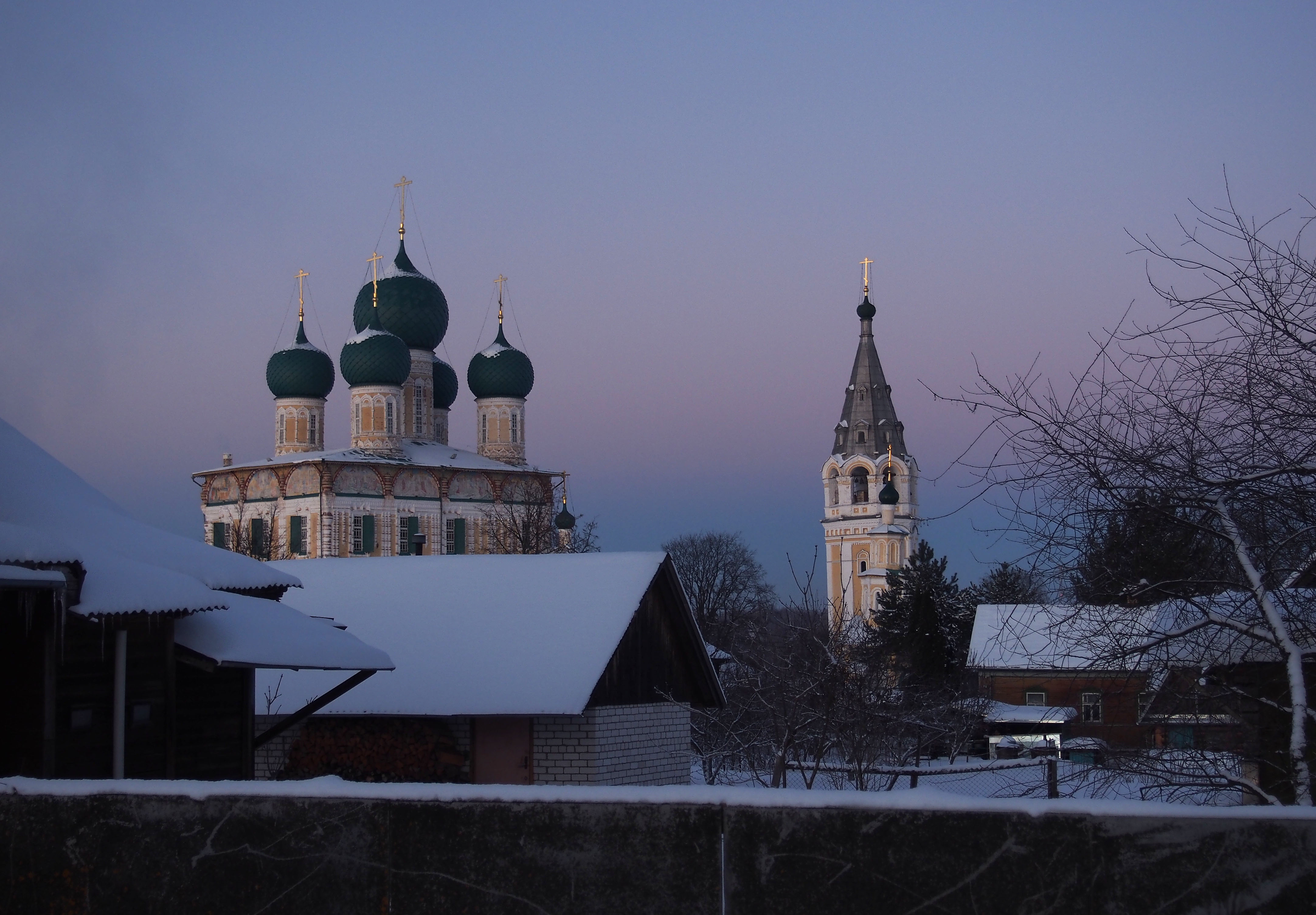
Вечерний вид на Воскресенский собор
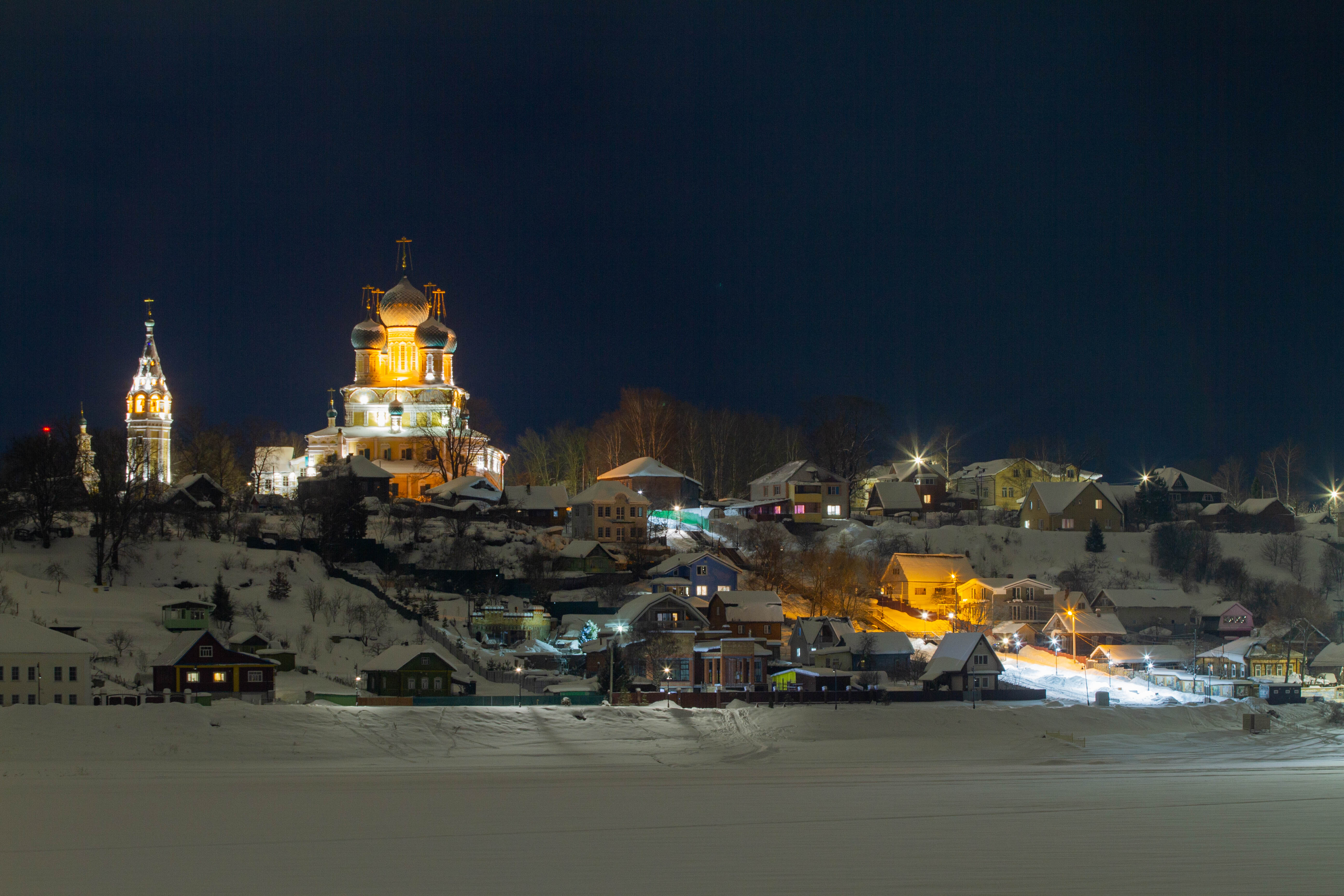
Борисоглебская сторона

### Город Романов-Борисоглебск
В 1822 году Романов и Борисоглебск были объединены в единый город Романов-Борисоглебск, Романово-Борисоглебского уезда (Ярославская губерния); это было сделано в соответствии с указом Александра I от 30 мая 1822 года и объяснялось целями экономии по управлению городами.
В течение XIX века объединённый город развивался медленно, подавляемый близостью крупного Ярославля. В городе сократилось каменное строительство — в течение XIX века не было создано ни одного выдающегося здания, жилые дома возводились по «образцовым проектам». Однако в некоторых отраслях хозяйства был достигнут определённый успех: в окрестностях города разводили известных на всю Россию романовских овец, в городе появилась овчинно-меховая фабрика, функционировали Романовская льняная мануфактура и Константиновский завод минеральных масел около города. В это время по данным иностранных словарей, упоминавших Романов-Борисоглебск, в городе насчитывалось 1 440 производств при числе жителей, не превышавшем 6,5 тысяч.
На конец XIX века в Романов-Борисоглебске числилось 6518 жителей, жилых зданий каменных 123, деревянных 714; нежилых каменных 23, деревянных 128. Церквей и часовен 11, фабрик и заводов 13. Из ремёсел развито кузнечное дело, а также огородничество, выращивается капуста и «романовский лук». В городе существовал городской общественный банк, Попечительство о бедных, две богадельни, земские больница, аптека, городское 3-классное училище, два приходских мужских и одно женское училища, земская ремесленная школа..
В начале XX века город насчитывал около 8,5 тыс. жителей, которые работали на 12 местных фабриках, из которых главнейшая была «Товарищество Романовской льняной мануфактуры» с оборотом более миллиона рублей. Значительные фабрики, выделывающие овчину, создали известность Романову-Борисоглебску высоким достоинством её обработки.
Одним из ярких представителей в сфере культуры середины XIX века стал романовский живописец И. М. Белоногов.

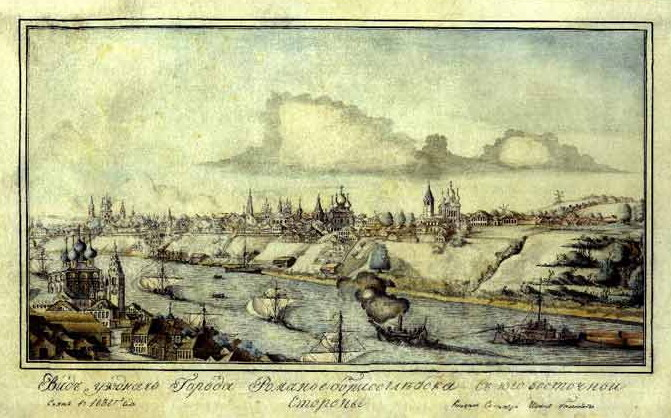
Иван Белоногов. Вид уездного города Романов-Борисоглебска с юго-восточной стороны. 1838 год.
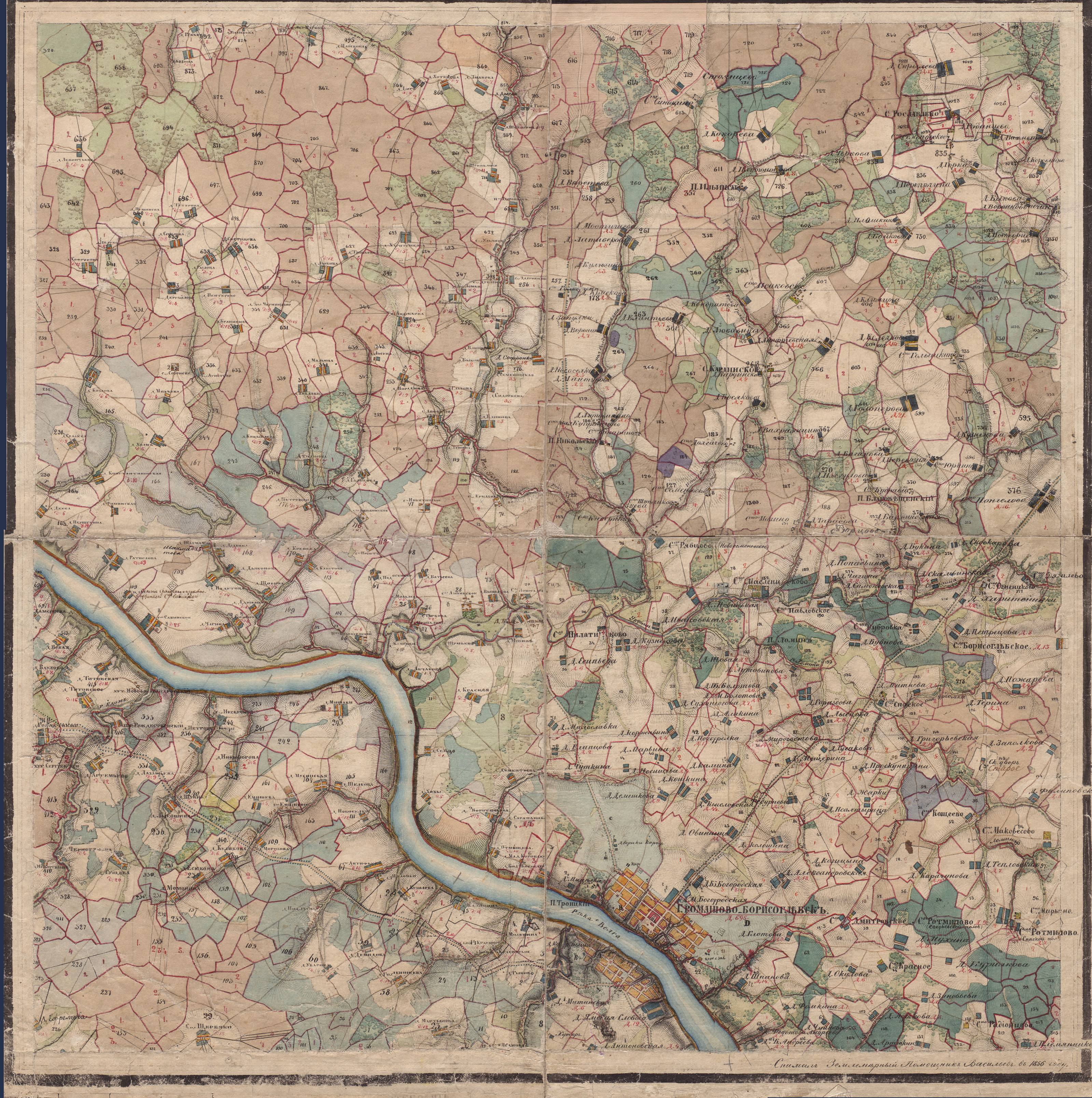
Романово-Борисоглебск и его северные окрестности. Из «Атласа Ярославской губернии» 1858 года.
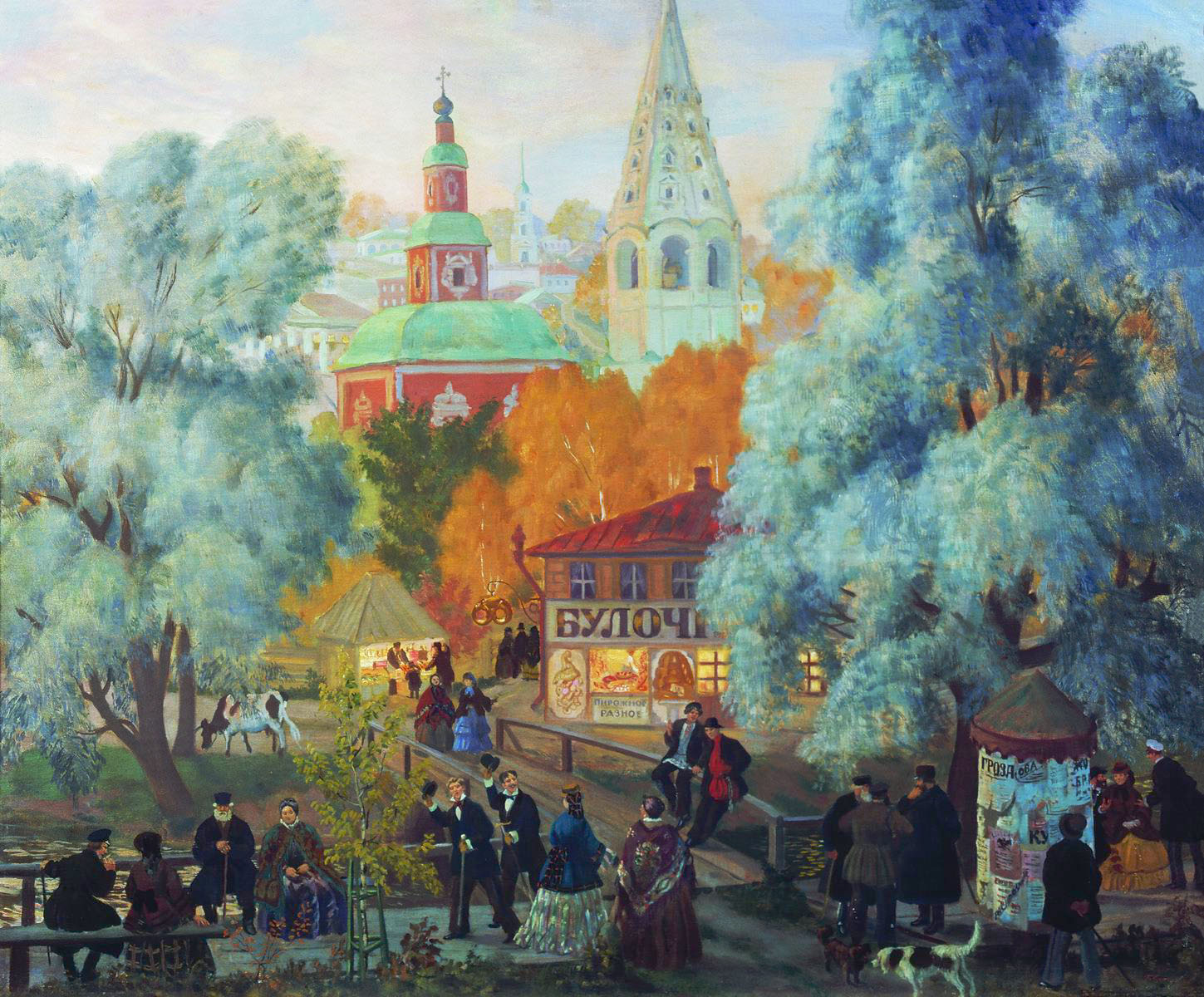
Борис Кустодиев. Провинция. 1919 год. Изображена бывшая романовская базарная площадь.
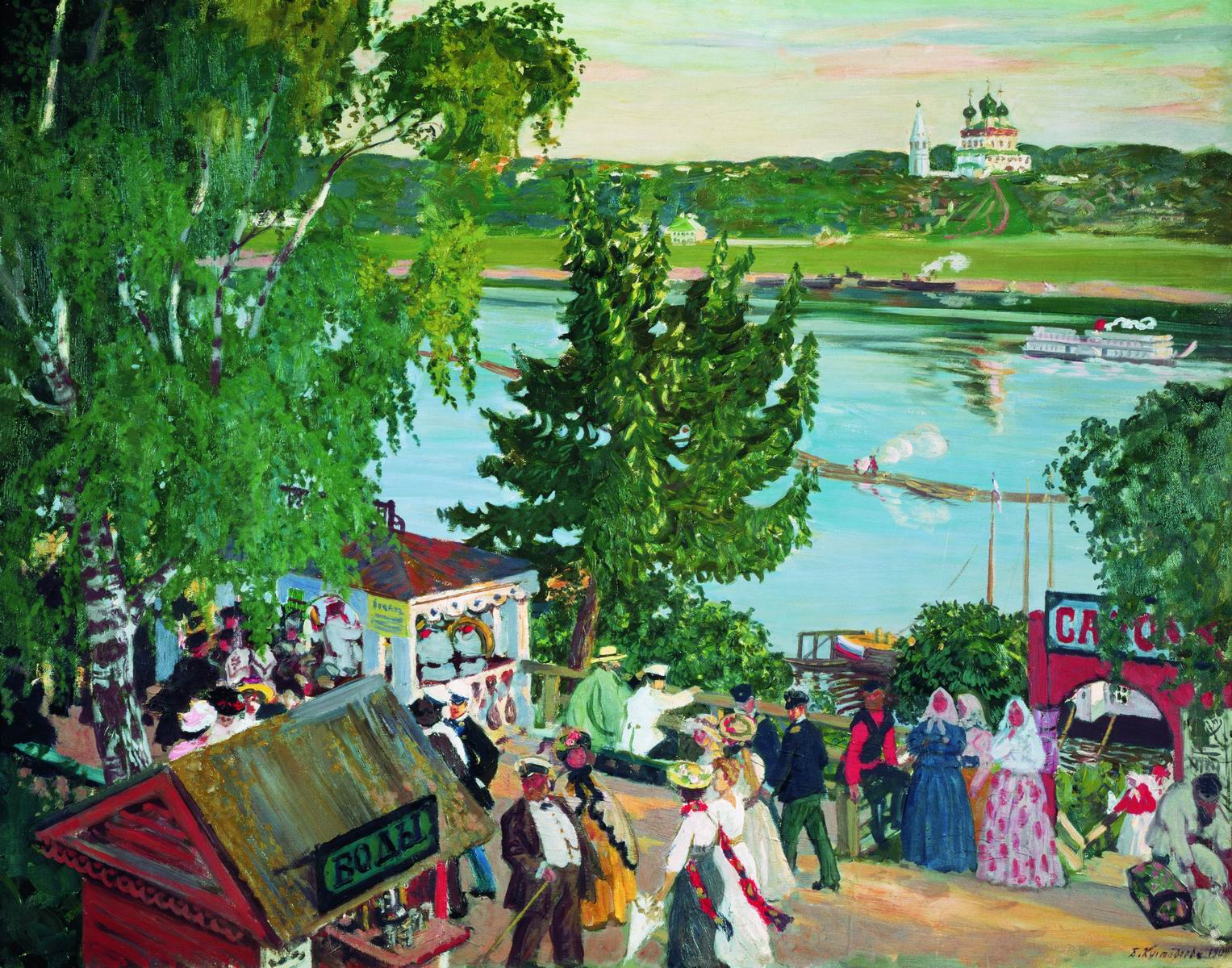
Борис Кустодиев. Прогулка на Волге. 1909 год

### Город Тутаев
7 ноября 1918 года в Романове-Борисоглебске состоялось торжественное собрание, посвящённое первой годовщине Октябрьской революции. Присутствовали члены уездного комитета РКП(б), исполкома уездного совета, 3 фабричных комитетов, бюро учителей-интернационалистов, советов профсоюзных организаций, представители красноармейцев. Председательствовал секретарь уездного комитета РКП(б) Н. Ф. Доброхотов, секретарями были Лоханин и Шаров. Главным обсуждавшимся вопросом было переименование города и его уезда.
Название города предлагали сменить на
Луначарск в честь наркома просвещения А. В. Луначарского (1875—1933),
Ленинск в честь председателя Совнаркома РСФСР В. И. Ленина (1870—1924),
Разин в честь предводителя крестьянского восстания Степана Разина (1630—1671),
Коммунар-Спартак в честь участников Парижской коммуны (1871) и предводителя восстания рабов в Риме Спартака,
Володарск в честь революционера В. Володарского (1891—1918),
Тутаевск в честь рядового красноармейца И. П. Тутаева (1897—1918), погибшего во время подавления Ярославского мятежа.

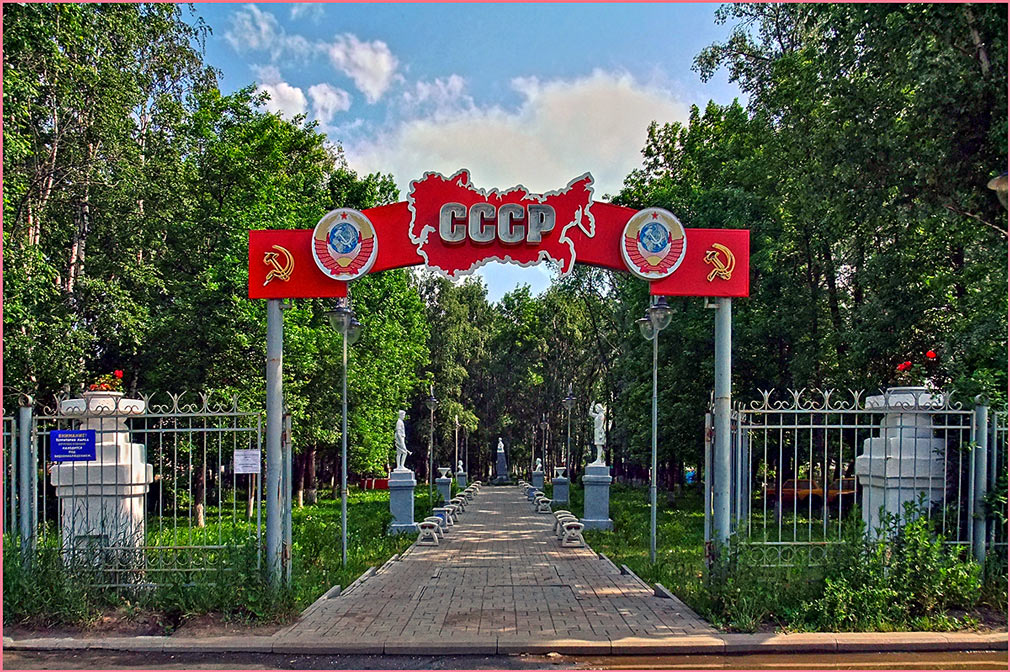
Центральный парк на Романовской стороне

Остановились на «Тутаевске», но под конец заседания некий Левчук предложил прибавить к названию «Луначарск». Собрание единогласно приняло новое название — Тутаев-Луначарск, причём двойное имя сопровождалось пометкой «для второй части». 9 ноября 1918 года решение было закреплено на пленарном заседании уездного исполкома (председатель Шашкин, секретарь Поликарпов).
9 декабря 1918 года на пленарном заседании уездного исполкома (председатель Н. Н. Панин, секретарь Поликарпов) в связи с предложением ВЧК оставить «для удобства телеграфных сношений» одно слово в названии дополнение «Луначарск» было убрано, а город было решено называть просто Тутаев — «в память погибшего при исполнении служебного долга во время белогвардейского мятежа от руки белогвардейских банд на даче [ярославского городского головы] Лопатина товарища красноармейца Тутаева». Сообщение о переименовании появилось в прессе 18 декабря в «Известиях Тутаевского исполнительного комитета Советов крестьянских и рабочих депутатов» № 72. Соответственно и уезд получил название Тутаевского.
В марте 1941 года исполнительным комитетом Ярославского областного совета было решено переименовать Тутаев в город имени Менделеева в честь учёного Д. И. Менделеева, при участии которого был построен Константиновский завод минеральных масел недалеко от города. Под документом подписались председатель исполкома В. Гогосов и секретарь П. Кусмарцев. Поводом служило то, что переименование Романова-Борисоглебска в своё время так и не было формально утверждено в правительстве РСФСР. Однако начавшаяся Великая Отечественная война помешала осуществить задуманное.
В послевоенное время в Тутаеве продолжали развиваться традиционные для него отрасли по переработке льна, швейное и мебельное производство.
В начале 1970-х годов возведён крупнейший в Ярославской области моторостроительный завод (Тутаевский моторный завод, ТМЗ).

### Вопрос о возвращении старого названия
Вопрос о возвращении городу старого названия возник, как и в других переименованных в советское время городах, в начале Перестройки. Неоднократно предпринимались попытки претворить эту идею в жизнь, но на двух проведённых референдумах горожане высказались против переименования. Противники переименования считают, что оно лишь отвлекает от более серьёзных проблем, вызовет разногласия среди горожан, приведёт к бесполезной трате бюджетных средств, денег и времени жителей, которым придётся сменить все документы. Указывается, что людей, живших в Романове-Борисоглебске, уже нет, а для большинства нынешних горожан современное название города ассоциируется не с погибшим красноармейцем, а с местом, где они выросли и жили. Сторонники переименования, среди которых и нынешний[уточнить] глава городского поселения Сергей Ершов, считают, что возвращение прежнего названия положительно скажется на привлечении туристов. Всё мероприятие, по их подсчётам, обойдётся всего в 400 тысяч рублей (на декабрь 2009); специальной смены документов при этом не будет. Указывалось, что имя Ильи Тутаева город получил спонтанно, решение принял узкий круг лиц; кроме того, оно так и не было формально закреплено на государственном уровне. Есть мнение[чьё?], что большинству горожан вопрос переименования безразличен.
27 мая 2015 года на городском совете было вынесено решение о переименовании древнего города Тутаева в Романов-Борисоглебск. Городские власти посчитали, что новое название обратит внимание горожан и туристов на историческое прошлое города, и будет способствовать росту привлекательности города с туристической точки зрения. Документы о переименовании города были направлены на рассмотрение в Ярославскую областную Думу для последующего обращения в правительство России.
В июле 2015 года депутаты Ярославской областной Думы одобрили переименование города Тутаева.
2 декабря 2015 года Росреестр дал положительное экспертное заключение на предложение Ярославской областной Думы о переименовании Тутаева в Романов-Борисоглебск.
11 декабря 2015 года Ярославская областная дума обратилась с законодательной инициативой по переименованию города Тутаева в Госдуму РФ.
1 ноября 2016 года комитет Государственной Думы РФ по региональной политике и проблемам Севера и Дальнего Востока проголосовал за возвращение Тутаеву его исторического названия Романов-Борисоглебск. Федеральные депутаты поддержали инициативу своих ярославских коллег. Одновременно с этим было принято решение о том, что Тутаевский район переименован не будет.
В ноябре[уточнить] Государственная Дума по предложению Ярославской областной думы приняла в первом чтении законопроект о переименовании города: «за» переименование проголосовали 385 депутатов, «против» — 37, двое воздержались.
Во втором чтении его должны были принять в феврале 2017 года, однако этого не произошло. В декабре 2016 года временный исполняющий обязанности губернатора Ярославской области Дмитрий Миронов на встрече с жителями города пообещал, что переименование не должно состояться без учёта мнения жителей, и по этому вопросу будет проведён референдум. Как позже выяснилось, переименование города не относится к вопросам местного значения, поэтому референдум проведён не будет.
Было решено провести опрос населения 10 сентября,[уточнить] в день выборов. Однако проводить опрос на избирательных участках, как это планировали организаторы, запрещено законом. Поэтому места для голосования решили разместить в 50 метрах от избирательных участков. Противоборствующие[уточнить] стороны договорились, что этот опрос будет последним, и его результаты признают обе стороны.[прояснить]
2 сентября 2017 социологическое агентство АКСИО провело независимый опрос, опросив 6641 человека (более 16,43 % населения города). Из них за переименование Тутаева в Романов-Борисоглебск отдали свои голоса 1748 человек (26,32 %); За сохранение нынешнего названия высказались 4874 человека (73,39 %).

## Герб
Гербы самостоятельных до 1822 года частей Тутаева были утверждены 31 августа 1778 года. Герб Романова представлял собой сложную перевязь влево: «Стоит на Волге старый город: в золотом поле вкось протекающая река; по обеим сторонам оной по чёрной полосе.» Герб Борисоглебска: «В серебряном поле главная часть — герб Ярославля, а в золотом поле связанный лазоревой лентой венец из роз; в каждой розе по золотой букве; все же буквы составляют название города.».
При объединении этих городов были объединены и их гербы, причём романовский герб был помещён сверху — как герб более старого города. Преобразованный, этот герб был утверждён 16 июня 1995 года как герб Тутаева и Тутаевского района: «В скошенном справа золотом щите вверху — лазоревая (синяя, голубая) волнистая перевязь, сопровождаемая по сторонам узкими чёрными перевязями; внизу — венок из тринадцати червлёных (красных) садовых роз с зелёными стеблями и листьями, перевязанный лазоревой лентой и имеющий внутри в серебряном поле чёрного восстающего медведя, держащего на плече левой передней лапой золотую секиру».

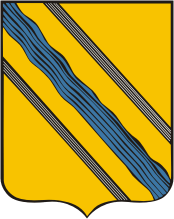
Герб Романова (1778)
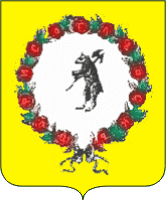
Герб Борисоглебска (1778)
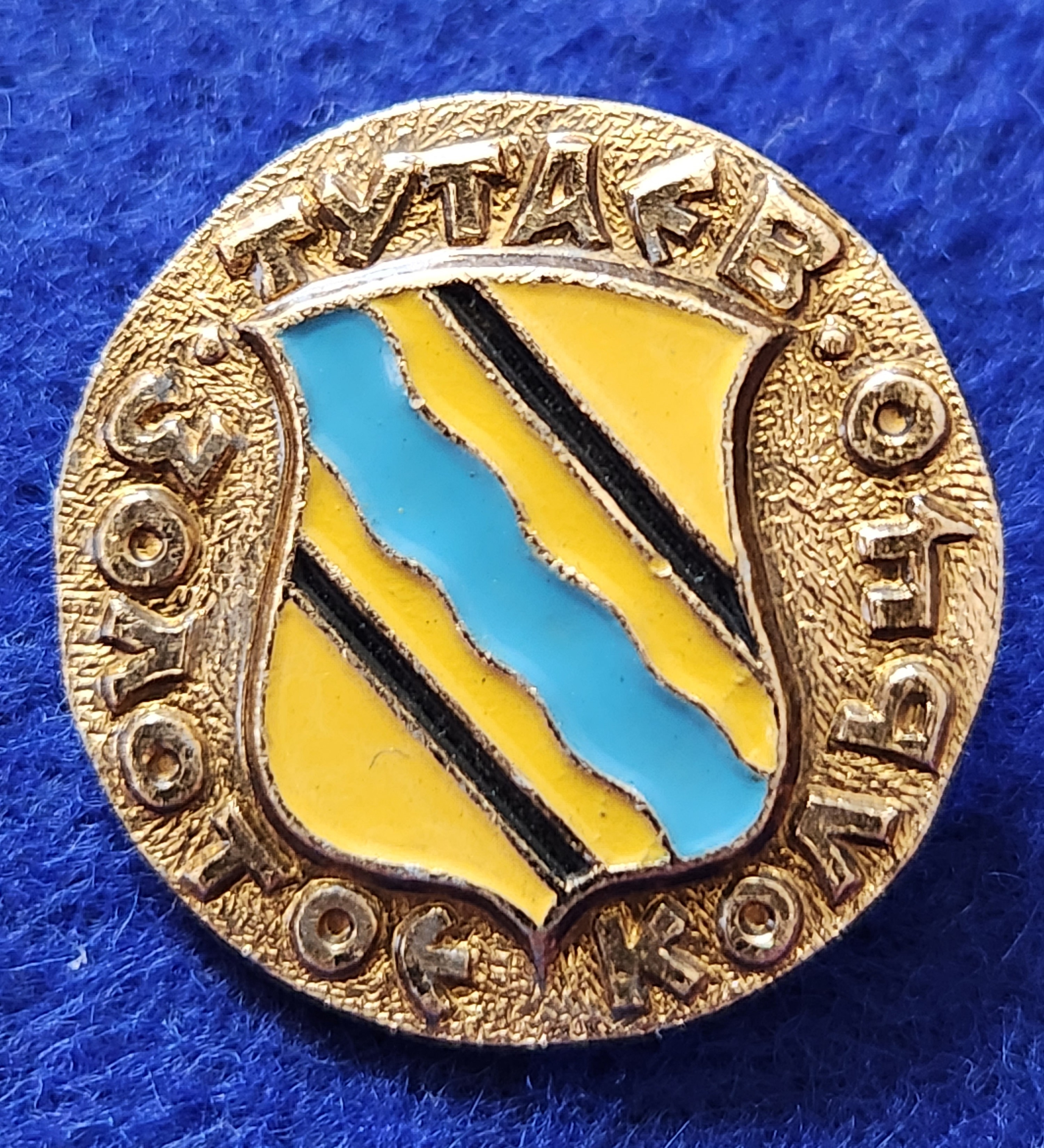
Значок из геральдической серии «Золотого Кольца России» 1970-х годов с историческим гербом уездного города  Рома́нов-Борисогле́бск Ярославской губернии.

## Население
| 1856    | 1897    | 1913    | 1931    | 1939    | 1959    | 1967    | 1970    | 1979    | 1989    |
| ------- | ------- | ------- | ------- | ------- | ------- | ------- | ------- | ------- | ------- |
| 5100    | ↗6700   | ↗7600   | ↗13 400 | ↗18 506 | ↘17 210 | ↘16 000 | ↗16 839 | ↗23 473 | ↗39 822 |
| 1992    | 1996    | 1998    | 2000    | 2001    | 2002    | 2003    | 2005    | 2006    | 2007    |
| ↗42 900 | ↗45 700 | ↘45 400 | ↘45 200 | →45 200 | ↘42 644 | ↘42 600 | ↘42 300 | ↘42 000 | ↘41 675 |
| 2008    | 2009    | 2010    | 2011    | 2012    | 2013    | 2014    | 2015    | 2016    | 2017    |
| ↘41 400 | ↘41 291 | ↘41 005 | ↗41 027 | ↘40 770 | ↘40 563 | ↘40 380 | ↘40 296 | ↗40 404 | ↗40 441 |
| 2018    | 2019    | 2020    | 2021    |         |         |         |         |         |         |
| ↘40 154 | ↘39 883 | ↘39 837 | ↘39 643 |         |         |         |         |         |         |

На 1 января 2025 года по численности населения город находился на 381-м месте из 1124 городов Российской Федерации.

## Экономика
- Тутаевский моторный завод — крупнейший в городе, выпускает дизельные двигатели и др.
- Тутаевский экспериментально-ремонтный завод (ТЭРЗ)[источник не указан 1071 день]
- «ТМК» (Тутаевская механическая компания)[источник не указан 1071 день]
- компания «Армейские транспортёры и тягачи» (с 2019 года; производство балансиров для МТ-ЛБ, всего порядка 50 наименований деталей, узлов и агрегатов).[72]
- Колокольный завод «Италмас»[73]
- ЗАО «Метиз» — производство метизной продукции для автопрома региона
- Деревообрабатывающее предприятие «Маяк»

- Льнокомбинат «Тульма»
- Племенное овцеводческое хозяйство Ярославского института животноводства и кормопроизводства
- Тутаевский филиал «ЦентрТелеком»
- Сырзавод
- Колбасный завод
- ЗАО «Романовский продукт»
- ТМ «Мясославль» — мясоперерабатывающий завод.
- Вблизи города — овчинно-меховая фабрика.

По итогам 2018 года моногород Тутаев вошёл в ТОП-10 лидеров ежегодного рейтинга моногородов (рейтинг комплексно оценивает активность и эффективность работы органов местного самоуправления, уровень развития МСП, городской экономики и городской среды). Ежегодный рейтинг моногородов впервые сформирован в рамках реализации мероприятий программы «Комплексное развитие моногородов» (2016—2018); руководитель приоритетной программы — Ирина Макиева (с августа 2018 года — генеральный директор Фонда развития моногородов).

## Транспорт

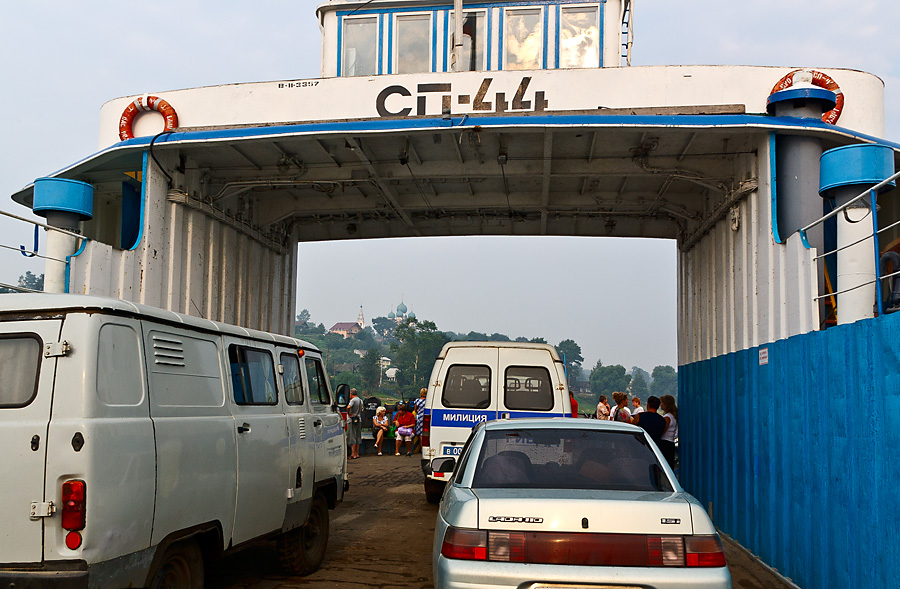
Паром в Тутаеве

Через правобережный Тутаев проходит автодорога Р151, соединяющая город с Ярославлем и Рыбинском, левобережная часть соединена с Ярославлем дорогой 78K-0021, далее до Рыбинска можно доехать по дороге 78K-0015.
В городе нет моста через Волгу, поэтому приходится летом использовать лодки или паром, а зимой переходить по льду или добираться через Ярославль, который находится в 40 км по автодороге.
Автобусное сообщение с Ярославлем и Рыбинском есть в обеих частях города.
На правом берегу Тутаева работает маршрутное такси, совершающее рейсы от ЦРБ до паромной переправы и обратно; в городе работает несколько компаний такси, выполняющих рейсы как внутри города (отдельно по правому и левому берегу), так и до Ярославля.
На правом берегу в городе есть железнодорожная станция Тутаево (код станции 312805), однако пассажирские перевозки до неё прекращены из-за малой востребованности (до 2005 года до станции Чёбаково ходил поезд с единственным пассажирским вагоном).
11 марта 2021 года глава Тутаевского района Дмитрий Юнусов на своей персональной странице в социальной сети объявил о том, что в городе будет построена канатная дорога, идея которой рассматривалась задолго до этого. Стоимость проекта должна составить 10 млн долларов. На выбор было предложено четыре места расположения дорожной станции на правом берегу: Парк Отдыха, Донская, Ямская и Карьерная улицы. Строительство планировалось начать летом 2022 года. Проект планируется реализовать с помощью Нового банка развития БРИКС. Проектированием занимается Фонд Инвестиционных проектов Петербурга.. На сайте фонда можно увидеть презентацию проекта.
В мае 2022 года на сайте госзакупок были опубликованы материалы для проведения аукциона по выбору подрядчика на изготовление документации по планировке и межеванию территории. Ориентировочная длина дороги должна быть 1300 метров, на ней будет располагаться две станции. Примерное количество опор — 6 штук. Перевозить пассажиров должна закрытая гондола, вместимостью 8 мест.

## Достопримечательности

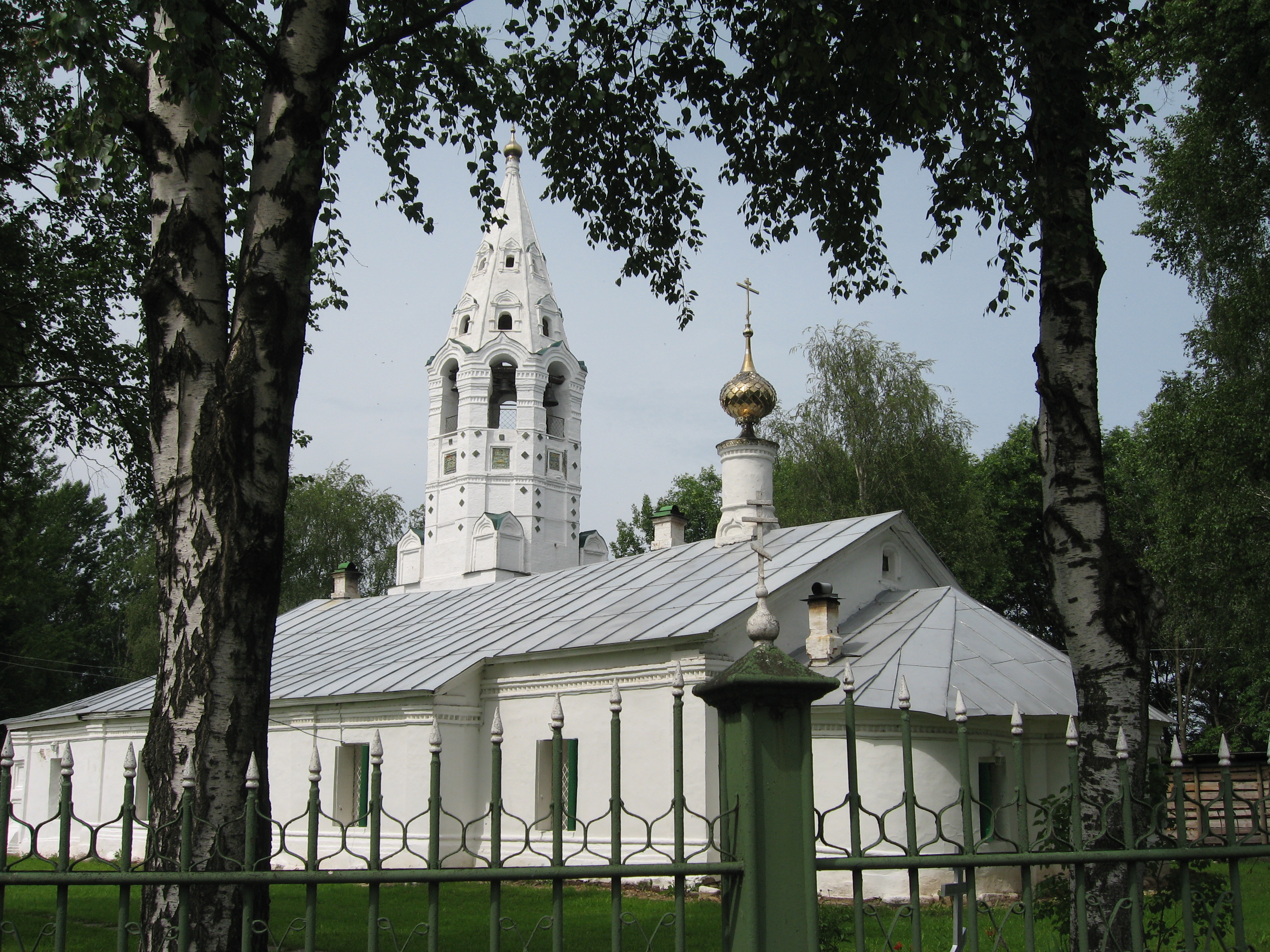
Покровская церковь

Церкви Тутаева, живописно разбросанные по холмистым берегам Волги, привлекают внимание туристов и любителей архитектуры. Прежде попасть можно было лишь в Покровскую церковь и Воскресенский собор, где находятся уникальные фрески XVII века; особого внимания заслуживает фреска, посвящённая сооружению Вавилонской башни. Ныне все храмы переданы епархии, и в них проводятся службы.

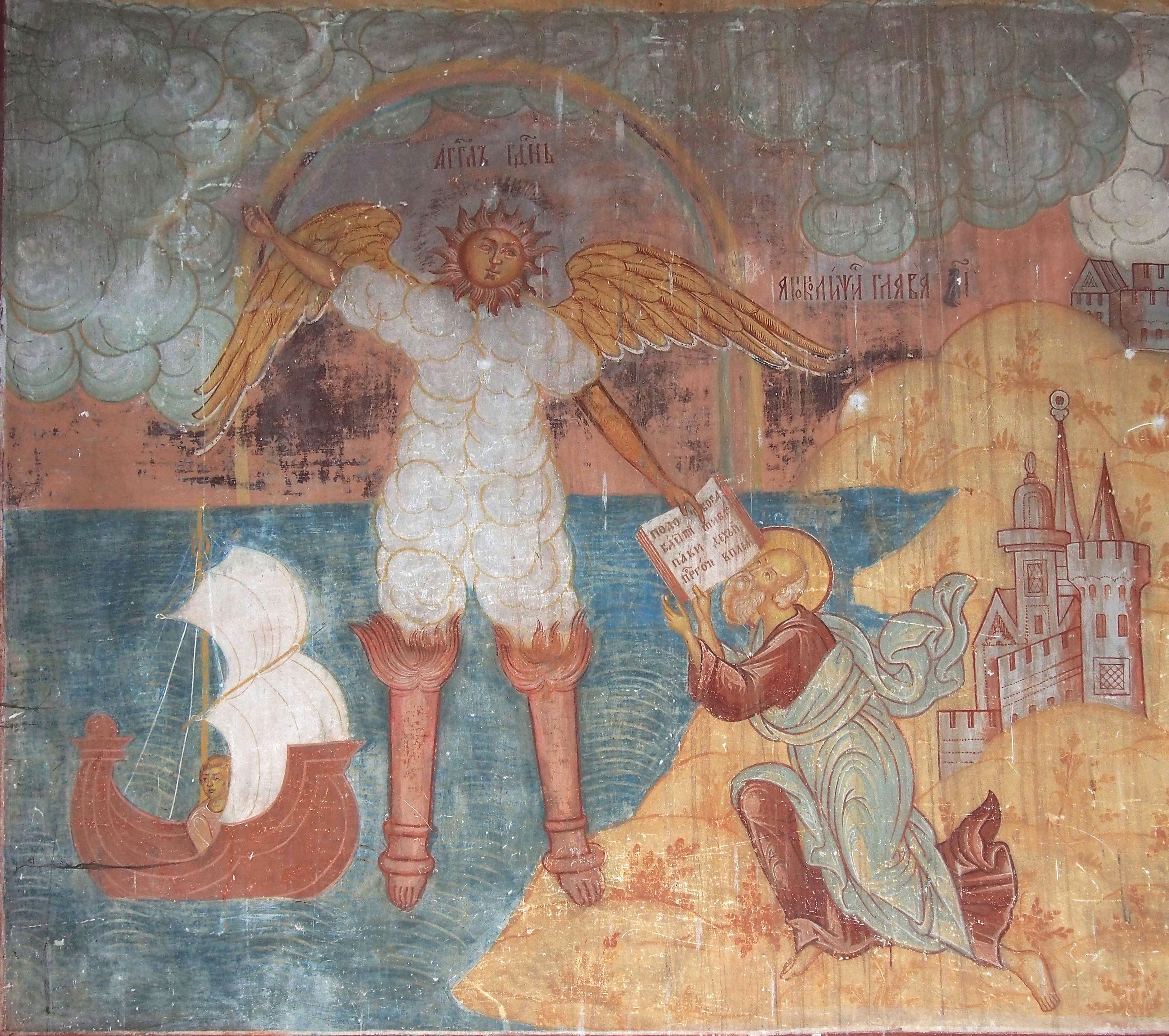
Ангел Господень, фреска на западной стене четверика Крестовоздвиженского собора

В Крестовоздвиженском соборе сохранились (но находятся в удручающем состоянии) фрески XVII века, выполненные ярославскими (под руководством Василия Ильина) и костромскими (под руководством Гурия Никитина) изографами. Беда фресок является и их уникальностью: живопись можно увидеть в первозданном виде.
Пейзажи города вдохновили известного живописца Б. М. Кустодиева на создание картин «Гуляние на Волге», «Провинция» и других.

### Здания и сооружения гражданского характера
- Дом в стиле модерн
- Здание попечительского совета
- Усадьба дворян Зацепиных (позднее — Жеребцова)
- Городская гимназия
- Дом Апаховых
- Дом Шумиловых
- Дом Сазановых
- Особняк Дягтерёва
- Дом купца Рассолова
- Пожарная часть

### Музеи
- Музей «Домъ на Новинской»
- Музей «Дом Яковлева, 16»
- Медиа-музей духовной истории г. Романова-Борисоглебска (ныне г. Тутаев)[80].
- Музей искусства колокольного литья (открыт в июле 2019 г. в здании рядом с Колокольным заводом «Италмас»)[81].

### Памятники, монументы
- Памятник (бюст) праведному воину Ф. Ф. Ушакову (2006)
- Памятник (бюст) маршалу Советского Союза Фёдору Ивановичу Толбухину (установлен в 2001 году — памятник перевезён из Болгарии, где был демонтирован[82]).
- Памятник Российскому революционеру Владимиру Ильичу Ленину

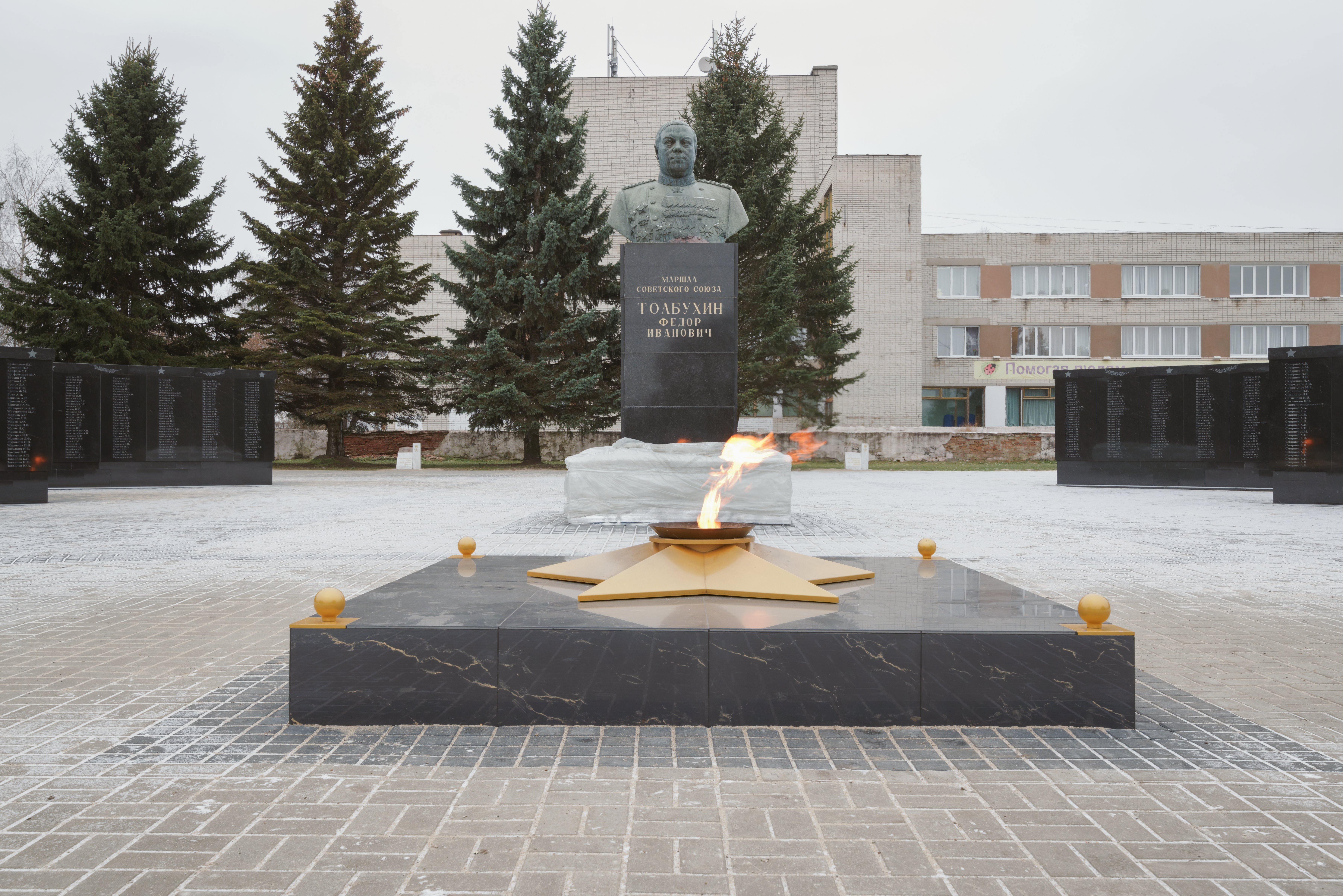
Памятник маршалу Советского союза Ф. И. Толбухину
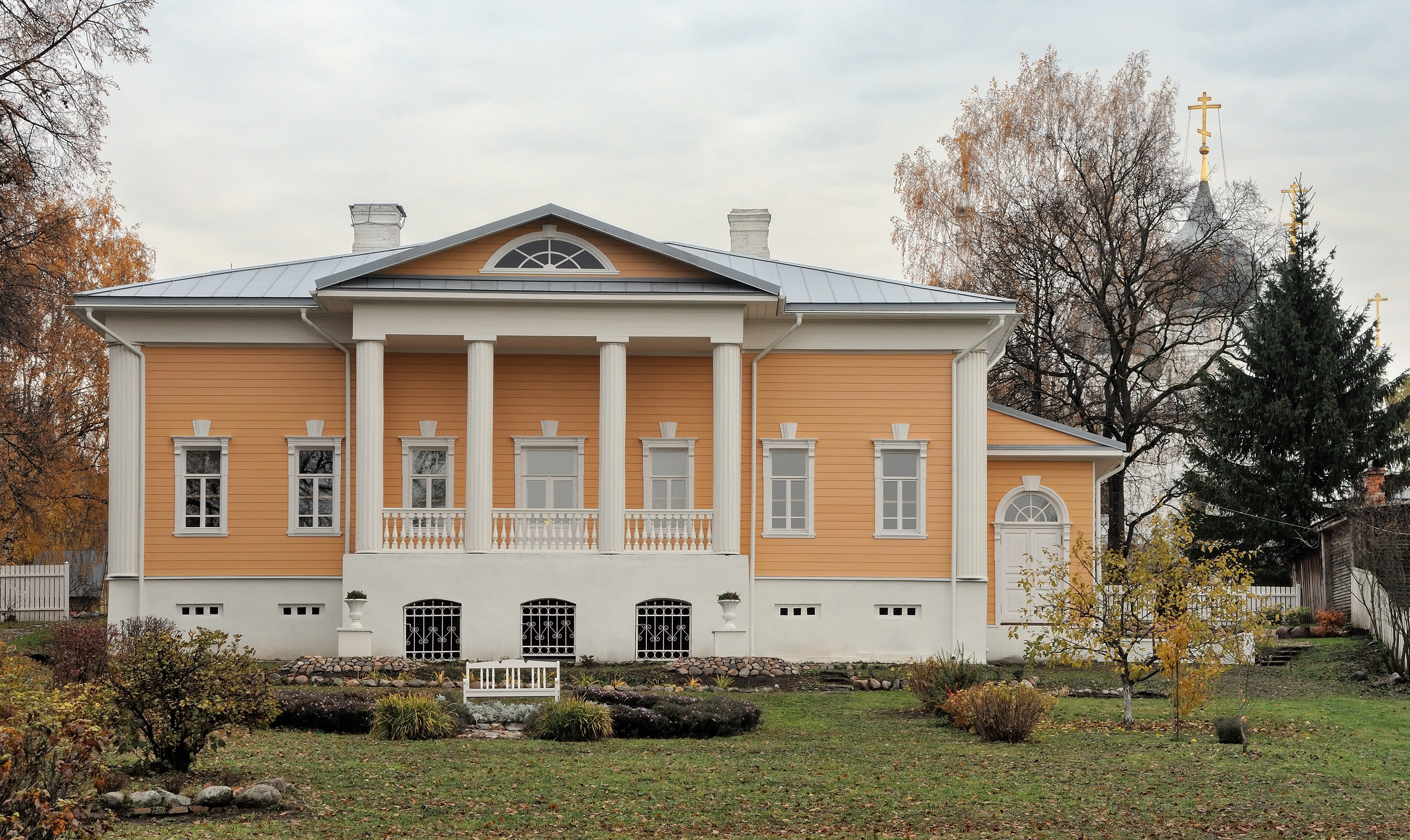
Усадьба Зацепиных
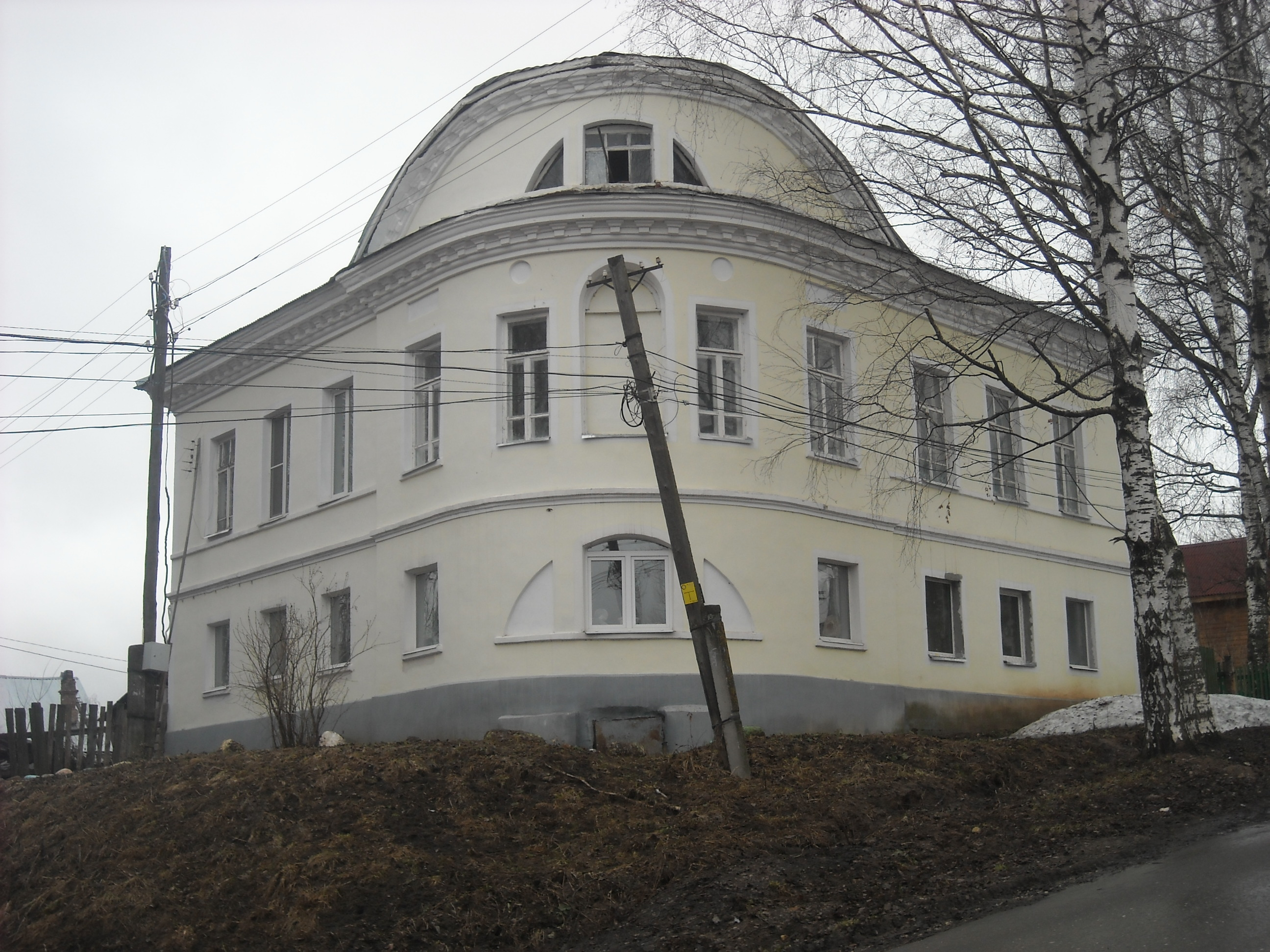
Дом купцов Апаховых
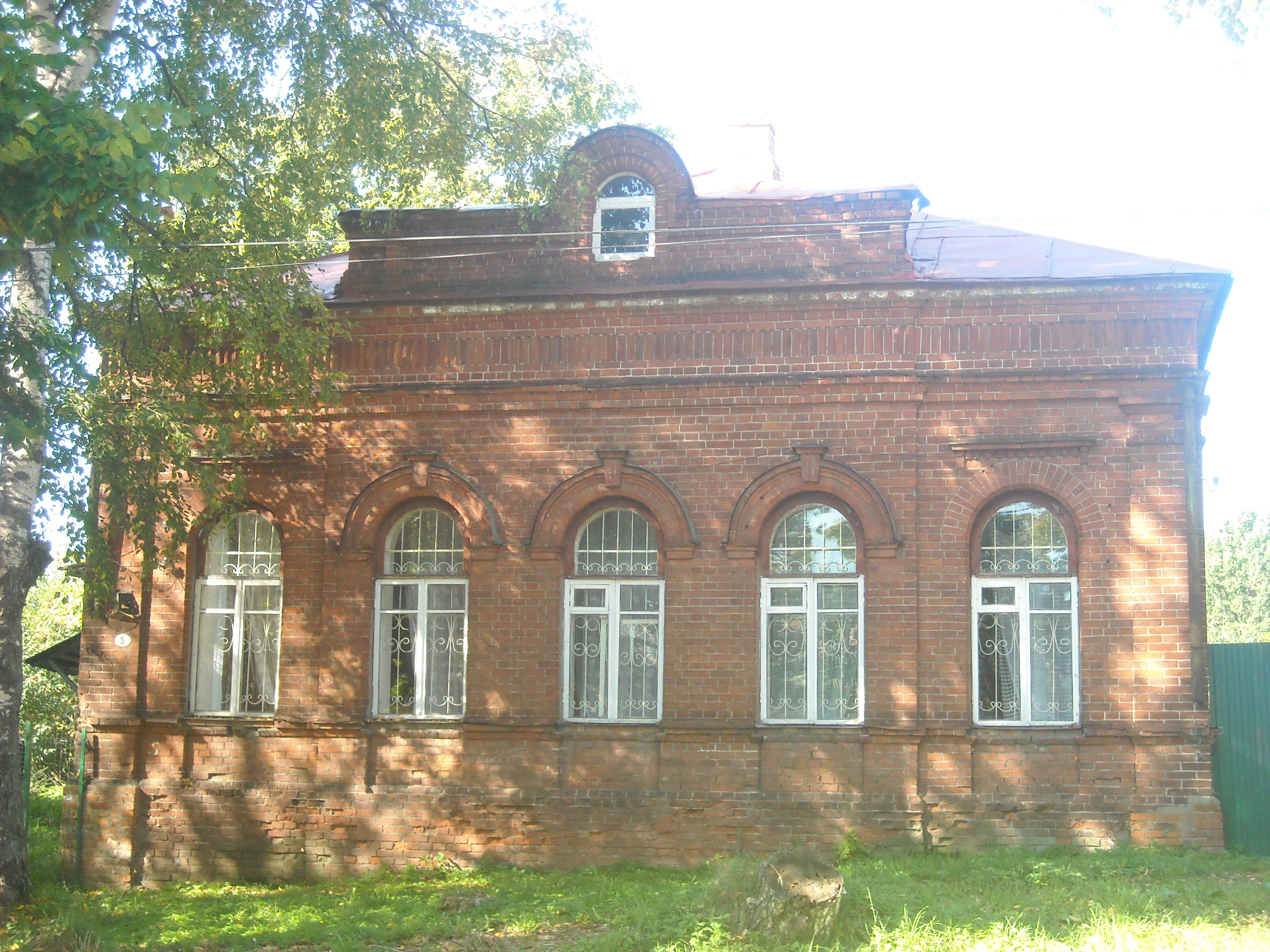
Дом Петрова
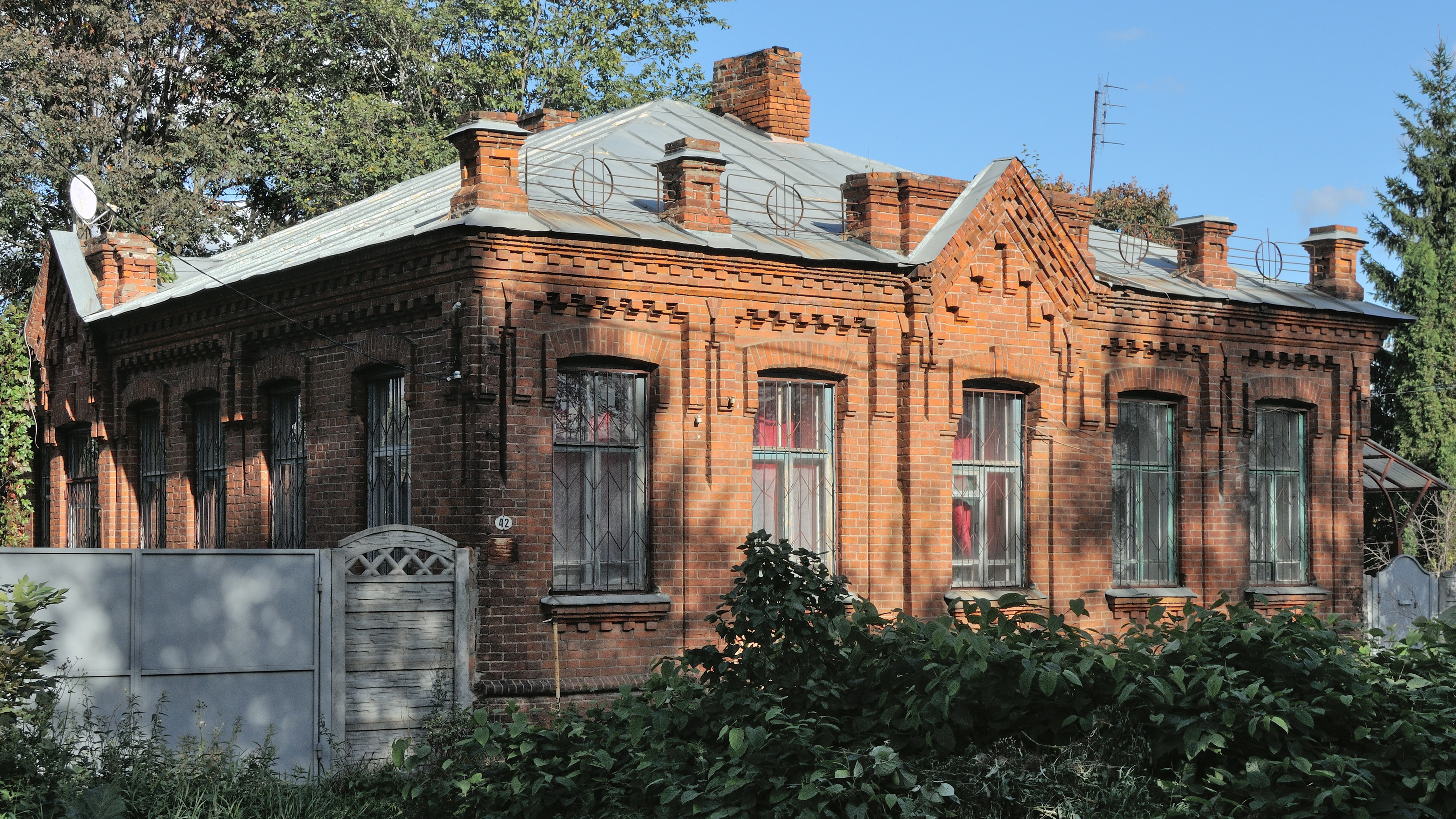
Бывший особняк на ул. Толбухина, 42
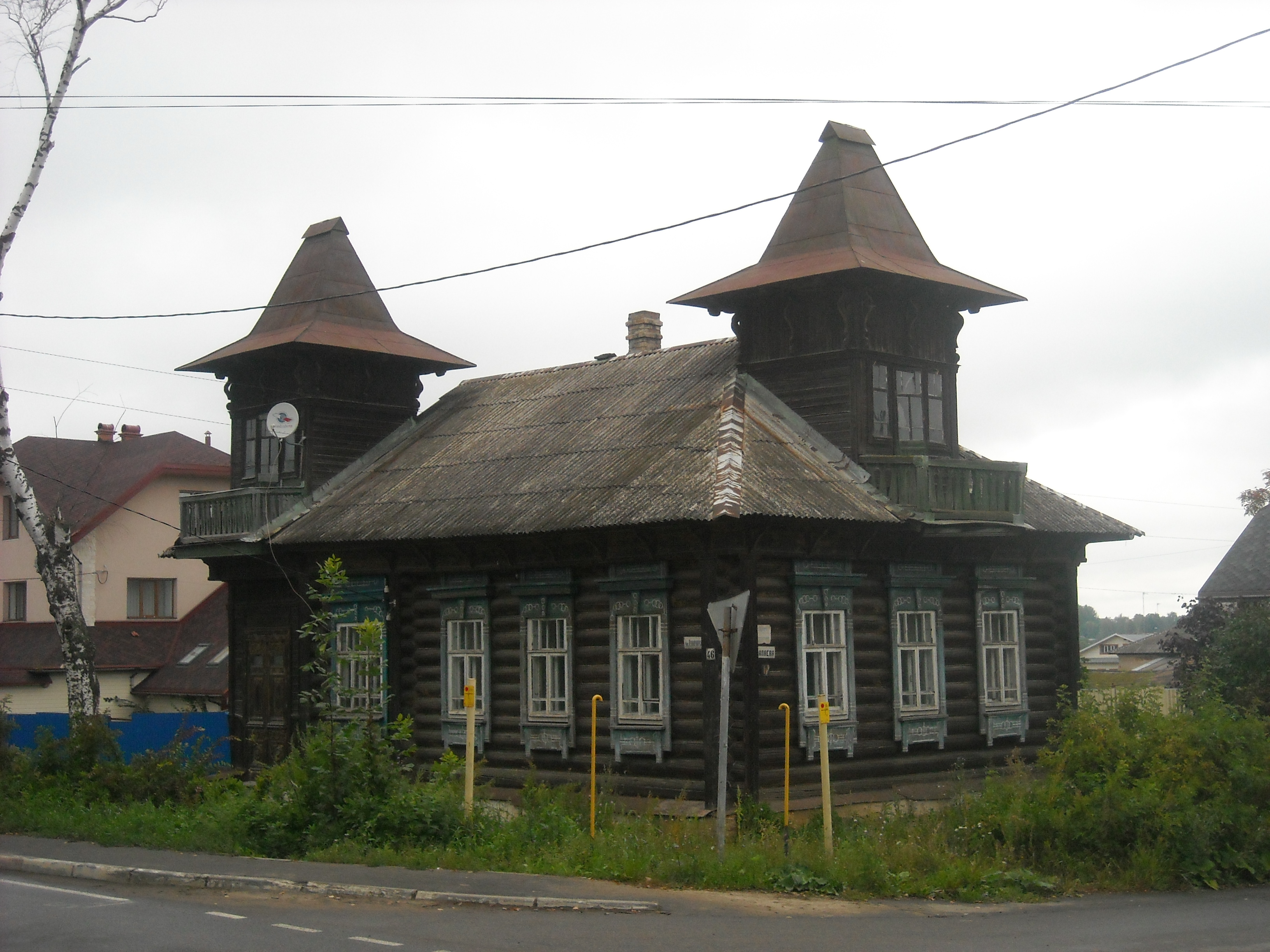
Дом В.Ф. Размусова
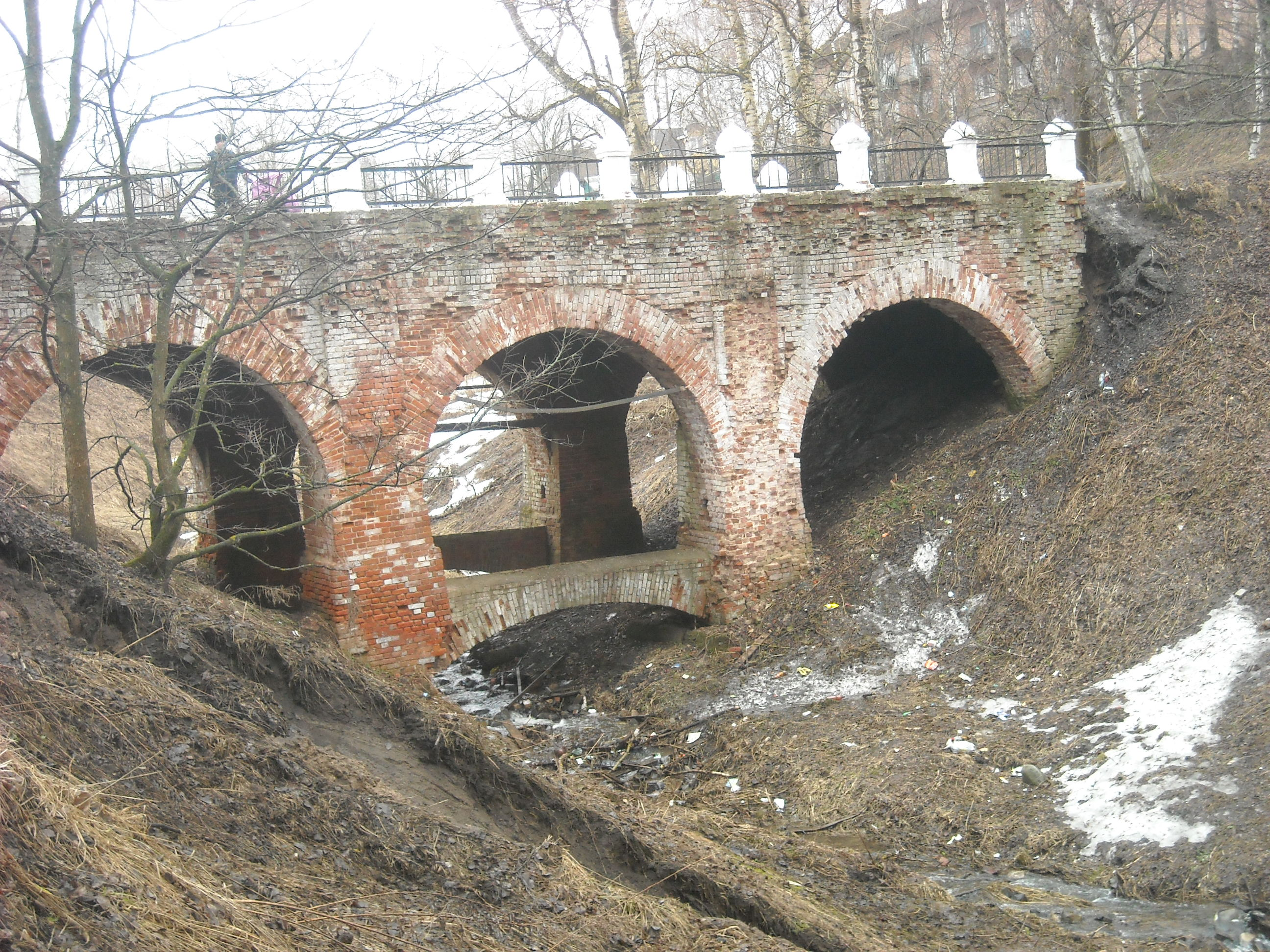
Трёхарочный мост через речку Медведку на улице Ушакова, XIX век

## Культура

### СМИ
Телевидение:
- НТК — Телевидение Тутаева (кабельная сеть «Люкс-ТВ»)

Печатные издания:
- Тутаевский моторостроитель (Моторостроитель)
- Деловой Тутаев
- Районная газета «Берега»
- Узнай правду
- Наш район (Рекламно-информационная газета «Наш район»)

Бывшие СМИ:
- Льнянщик — газета льнокомбината «Тульма» (существовала в советское время)
- Сорока — существовала с 2014 по 2015 гг.
- Городской еженедельник Тутаева — существовал с 2007 по 2014 гг.
- БлогИ
- Ваша Газета Тутаев
- Романовский купец
- Тутаевская народная газета
- Ваша Газета-Тутаев
- Телеканал «12-ТВ канал г. Тутаева» (1999—2013)
- Радиоканал «Говорит Тутаев» (1995—2009)

## В кинематографе
- Афанасий Никитин. Хождение за три моря (1958)
- 12 стульев (1971)
- А у нас была тишина (1977)
- Экипаж (1979)
- Русский бунт (1999)
- Нежный возраст (1983)
- Фортуна (2000)
- На углу у Патриарших-2 (2001)
- Последний уик-энд (2004)
- Бумер. Фильм второй (2005)
- Подкидной (2005)
- Доктор Живаго (2006)
- Предел желаний (2007)
- Доки (2009)
- Исаев. Бриллианты для диктатуры пролетариата (2009)
- Овраги (2009)
- Человек войны (2009)
- МУР (2010)
- Ярослав. Тысячу лет назад (2010)
- Грозное время (2011)
- Мосгаз (2012)
- Страсти по Чапаю (2012)
- Чёрные волки (2012)

- Анимация (2020)